# 中華民國歷史
中華民國歷史始於1911年的辛亥革命。1912年1月1日，中華民國臨時政府於南京成立，孫中山为首任臨時大總統，標誌著中華民國的正式建國。1912年2月12日，清朝宣統皇帝溥儀退位，中國最後一個帝制朝代結束，中華民國法理上继承自清朝，當時的中國疆域由內東北，新疆，西藏，外蒙古，內地等部分組成。建國初期由北洋军阀為首的北洋政府領政，建都北京，政治爭鬥不斷，此时民主與各種學術思想发展較帝制的時代开放。
1923年，中國國民黨總理孫中山提出“军政、训政、宪政”的进入民主共和宪政体制的三步走路线，并于1924年正式订立《国民政府建国大纲》。1928年6月3日北伐結束後，北洋政府被中國國民黨建立的國民政府取代，國民政府實施以黨領政的訓政體制，以推展經濟與文化的上現代化建設為重心，中华民国经历黄金十年发展阶段。与此同时，国民党陷於與中國共產黨、殘餘軍閥和日本的政治及軍事衝突之中:302；1937年第二次中日戰爭爆發，直到1945年日本投降，中華民國從日本接管台灣。1947年底國民政府正式頒布中華民國憲法，將國民政府改組為中華民國政府並正式行憲，同時間與中國共產黨全面爆發內戰，由於戰事擴大中央政府宣布動員戡亂，並由部分地方實施戒嚴。因作戰不利，在1950年初失去大部分大陸國土。之後因韓戰等外部因素雙方在事實上停戰，自此形成中華民國與中國共產黨在其控制的大陸所建立的中華人民共和國兩岸分治的現況。
中華民國政府遷台初期因內戰在臺灣戒嚴施行威權統治，另一方面大力發展經濟建設。1971年，中華民國退出聯合國，中華人民共和國政府取代中華民國政府在聯合國及其附屬組織的「中國」席位，許多國家轉而與中華人民共和國建交並與中華民國斷交，中華民國失去廣泛的國際承認。1987年中華民國政府宣布解嚴恢復憲政，並實施民主化改革，與中華人民共和國統治的中國大陸之非政治交流也逐漸恢復。2000年，中華民國實現第一次政黨輪替，民進黨首次執政，國民黨首次在野。隨著政治民主化的開展，中華民國在台灣的國家體制漸與台灣社會相融合，文化發展上則從中華文化本位轉為以台灣本土文化為重心，公民社會開始成形。2008年，第二次政黨輪替，國民黨重返執政。2016年，第三次政黨輪替，民進黨第二次執政，並首次赢得立法院多数席位，首次完全執政。
現今的中華民國於國際間常因地理位置通稱為「臺灣」、或因政治因素被權宜性稱為「中華台北」、「臺灣地區」等，以經濟成就聞名於世。

## 建國之初

### 辛亥革命

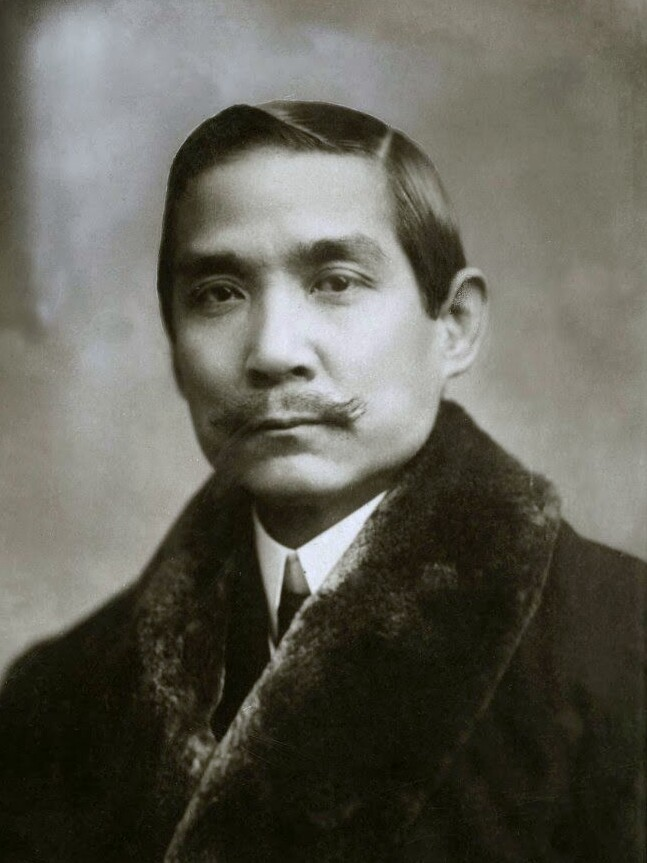
孫中山，中华民国临时大总统。

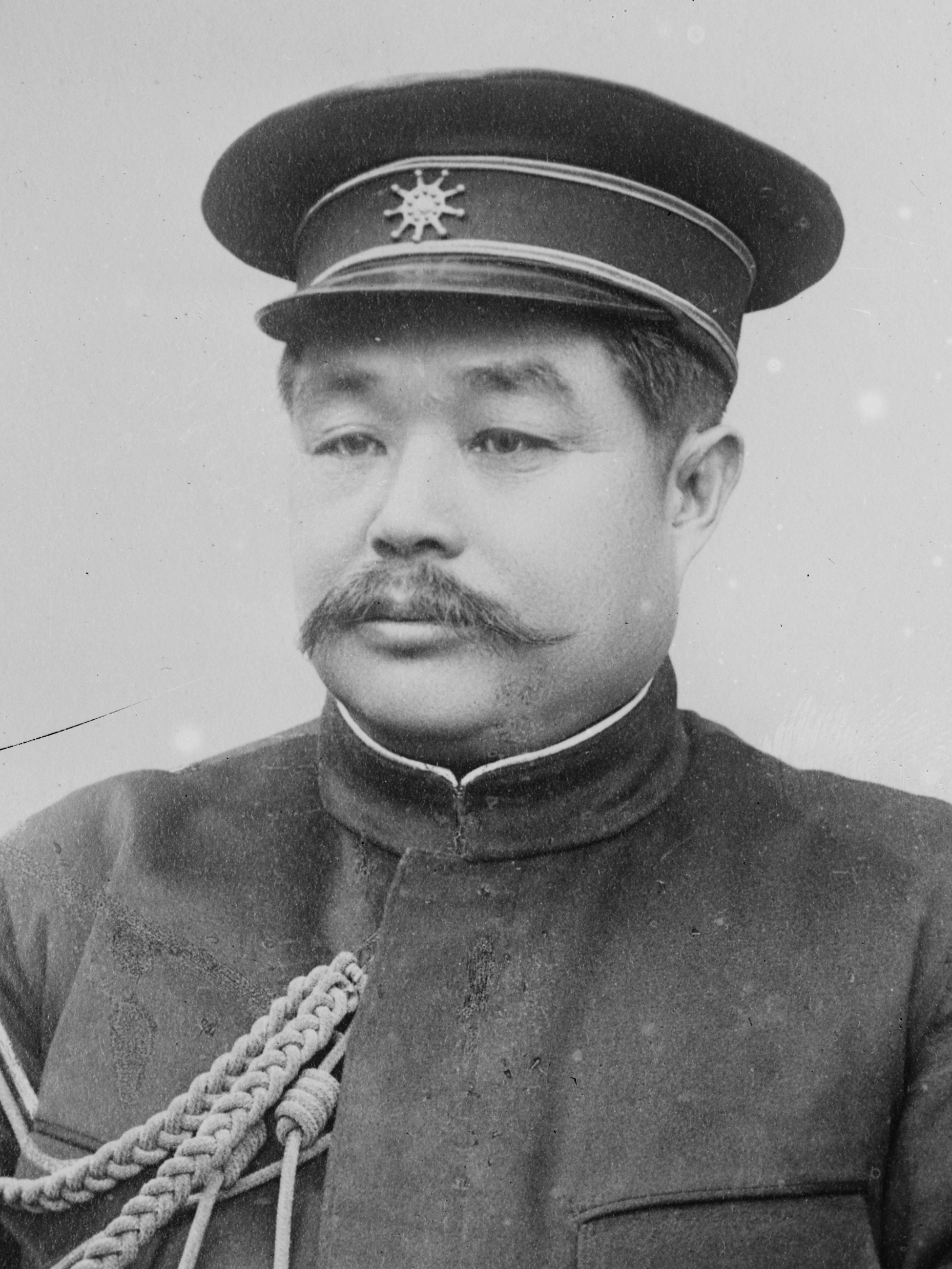
任中華民國軍政府鄂軍都督府都督时的黎元洪。

清朝末年，洋務運動、戊戌變法等自上而下改革以及義和團運動的失敗，使得很多中國人相信只有通過徹底的革命，廢除掉舊有的制度和體制，並建立新的制度和體制才是有效的方法。這個革命的領導人孫中山，一個反清的共和主義者，開始在海外華人、留學生，特別是日本的留學生間受到矚目。1905年7月30日，孫中山在日本東京召開中國同盟會籌備會議，他在《中國同盟會盟書》中，提出“驅除韃虜，恢復中華，創立民國，平均地權”的同盟會綱領，並為未來實現共和制度的中國取“中華民國”的國號。孫中山和另一個同樣受到矚目的中國革命領袖黃興建立中國同盟會。中國國內的一些地區軍閥、百日維新後流亡海外的改革派以及海外的華人對這個運動給以大量的資金支持。孫中山的政治理念在1897年形成，1905年首次在東京發表，並在1920年代早期作過一些修改。他的理論集中在「三民主義」：民族、民權、民生。民族主義號召人民推翻滿族的統治以及結束外國霸權在中國的勢力；民權表達孫中山期望建立一個普選的共和政府的理想；民生，通常被描述成為社會主義，是指通過對生產方式所有制的規範來幫助平民。

1911年10月11日於湖北武昌成立的湖北軍政府旗幟（鐵血十八星旗）。

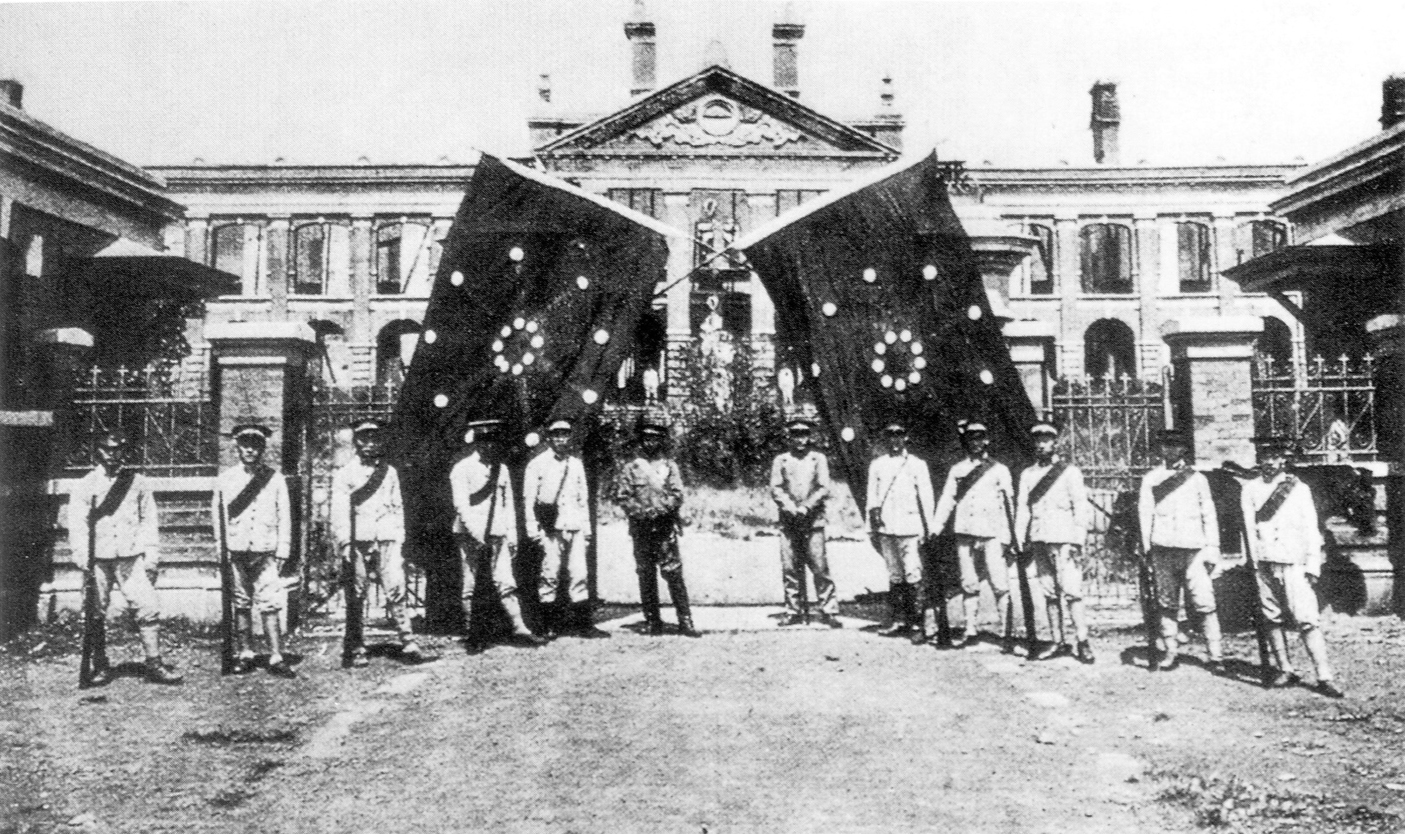
1911年10月11日，中華民國軍政府鄂軍都督府在湖北武昌成立。

1911年，清廷爲了控制保路運動，將部分湖北新軍調往四川，使得武昌防務空虛。革命黨人黃興利用這個機會，打算在10月底發動一場起義。10月9日反清的革命計劃曝露，新軍中的革命黨人被迫提早發動起義。這就是「武昌起義」，也是中華民國國慶雙十節的來源。武昌起義成功後第二天，中華民國軍政府鄂軍都督府於1911年10月11日在湖北武昌成立。這是中華民國第一個省級軍政府，同時代行中央軍政府之職責。起義發動者臨時推舉清軍第二十一混成協協統黎元洪出任中華民國軍政府鄂軍都督府都督，改湖北省諮議局大樓為都督府，並根據孫中山編定的《革命方略》的原則精神，宣佈廢除清朝宣統年號，改國號為中華民國。
這次起義迅速擴展到鄰近的省會城市，並得到遍佈全中國的革命黨和立憲派的支持。11月底，22個行省中有15個宣佈從清政府獨立。中国本土各省纷纷宣布脫離清朝統治獨立。消息传到西藏，引发辛亥拉薩動亂，西藏驻軍被解除武裝，同清朝官員一起被驅逐回中國內地。
當時在美國的孫中山從當地的報紙上得知起義成功的消息之後，開始在國外展開外交活動，取得英國、法國和四國銀行團對於革命黨人的一定程度的支持，並且還從海外華人和美國的同情者間為這次革命籌集資金。日本也秘密運送軍火給革命黨人佔領的南京。12月25日，孫中山返回中國。12月29日，各省代表以16贊成票對1反對票推選孫中山出任中華民國臨時大總統。1912年1月1日，孫中山在南京正式宣佈中華民國成立，並任中華民國臨時大總統。黎元洪當選為臨時副總統，黃興任陸軍部長。
中華民國臨時政府是中華民國歷史上第一個中央政府機構，於1912年1月1日在南京成立，存在時間約3個月。此時，南京政府面臨的問題是如何推翻北京的清朝政府，實現統一。1912年3月11日《中華民國臨時約法》公佈實施後，南京臨時政府解散，由北京臨時政府繼承。

### 民国肇建

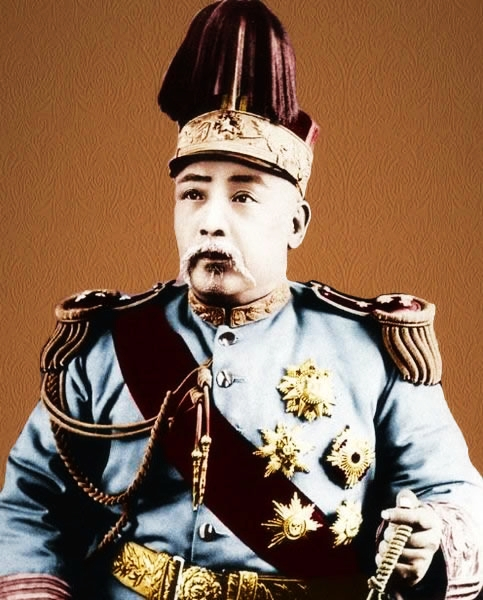
袁世凱，第一任中華民國大總統。

民國初年中華民國臨時政府和中華民國政府所使用的國旗（五色旗）。

1911年10月27日，清朝任命已隱退的袁世凱為欽差大臣鎮壓革命黨。11月1日，袁世凱更進一步被授為內閣總理大臣。11月2日之後，袁世凱指揮清軍開始進攻革命軍，并取得多次重大的軍事勝利，使得革命黨人不得不與袁世凱和談。此時，國內外輿論對於袁世凱任大總統也表示相當大的支持。即便是在革命黨人中也有許多人認為袁世凱是迫使清帝退位及避免繼續內戰的不可或缺的人物。1911年12月29日，第八世哲布尊丹巴呼圖克圖成立博克多汗國，宣布脫離中國獨立。外蒙古宣布脫離清朝獨立，唐努烏梁海仍為外蒙古統治。而後俄羅斯帝國趁機佔領唐努烏梁海，並慫恿其脫離外蒙古獨立。
1912年1月22日，孫中山公開表示如果袁世凱能說服清帝溥儀退位并同意共和，就可以讓袁世凱出任中華民國大總統一職，於是袁世凱開始利用段祺瑞等北洋軍將領一直逼迫朝廷退位。1912年2月12日，清朝隆裕太后代皇帝溥儀發佈宣統帝退位詔書。1912年3月10日，袁世凱在北京宣誓就職中華民國第二任臨時大總統，臨時政府遷至北京。1912年3月11日，孫中山公布《中華民國臨時約法》作為國家的臨時基本法。它在中國歷史中第一次將「主權在民」的思想立入法規。1913年，中華民國第一屆國會與正副大總統依序選出，中華民國從臨時政府時期走向北洋政府時期。
此時共和的進程比孫中山及其盟友所預料的要慢，因在袁世凱身邊盡是一大班前清官僚（包括袁氏本人），他們一直不習慣、甚至反對議會制約行政的權力，并極力排擠革命黨人。1912年8月，孫中山的盟友宋教仁建立國民黨，這個政黨是以同盟會中主張議會責任內閣制的成員為核心，再聯合其他小黨派結成。1912年12月，宋教仁领导国民党贏得了中華民國第一屆國會議員選舉。1912年12月十三世達賴喇嘛回到拉薩，重掌西藏。1913年1月11日，十三世達賴喇嘛派人在蒙古庫倫簽訂《蒙藏條約》，互相承認獨立。

## 北洋政府
北洋政府是對中華民國建國初期以北京為首都的中央政府之通稱，因此時期的政府體系被以袁世凱為首的北洋軍閥系統所掌握而得名，以五色旗為國旗，以《卿雲歌》為國歌，是1912年至1928年代表中國的唯一合法政府。北洋政府大致可分為袁世凱統治時期（1912年－1916年）、皖系軍閥統治時期（1916年－1920年）、直系軍閥統治時期（1920年－1924年）、以及奉系軍閥統治時期（1924年－1928年）等4個階段。

### 革命與法制
民國成立後，北洋政府以「原則上承繼前清法制」的方式作為過渡。1912年底到1913年初舉行的第一屆國會兩院選舉，宋教仁以反對袁世凱統治的口號參選。大選的結果是國民黨取得壓倒性的勝利，佔據下議院596席中的269席，上議院274席中的123席。
1913年2月21日，司法部通令各省改组法院：“在各省省城设高等审判厅，在地区级行政区及商埠设地方审判厅，县级地方设初级审判厅”。3月20日宋教仁被暗杀。孫中山因此對袁世凱的不滿開始增加，1913年7月，他指揮南部的幾個省叛變反對袁世凱，稱為「二次革命」。叛變後來被袁世凱成功鎮壓，孫中山及其他發動者逃亡日本。1914年孫中山在日本組建中華革命黨。孫吸取之前的教訓，嚴格控制組織總部和支部，并享有各級組織的人事任免權。這成為後來的國民黨和國民政府的民主集中制的雛形。1916年，孫回到上海。
1913年，中華民國第一屆國會提出《中華民國憲法草案》（又稱天壇宪草）。1914年袁世凱將國會解散，於5月1日公布《中華民國約法》（袁記約法）。
二次革命之後，袁世凱並沒有立即打擊國會占多數議席的國民黨議員。1913年10月5日，袁世凱通過所謂的公民團（袁手下偽裝的士兵警察及便衣特務）威脅國會，并成功被選舉為正式的中華民國大總統。為了取得國際認可，袁世凱同意給予外蒙古和西藏自治權，保證中國雖然是宗主國，但是俄國在外蒙古地區享有特殊的權利和影響。10月31日，國會通過《天壇憲法草案》，採用內閣制來制約袁世凱的權力。11月4日，袁世凱下令以參與二次革命之罪名取締國民黨，並將國民黨議員逐出國會。這一行動一共取消438名議員的資格，使得國會因法定人數不足而無法開會。
1914年3月18日，袁世凱命令召開所謂的國民大會修改1912年的《臨時約法》，改內閣制為總統制。1914年，沙俄在唐努烏梁海宣布独立后將其吞併，並更名為圖瓦。1914年5月1日，袁世凱強行通過頒佈一部中華民國約法以規定他可以終身任職并有權提名繼承人。這實際上等於宣告袁世凱的獨裁統治的確立，但是他對此仍不滿足。1915年6月9日《中俄蒙協約》簽訂，外蒙古取消獨立，宣布歸附中華民國並實行「自治」。

### 洪宪帝制与护国战争

中华帝国国旗

1915年8月12日，袁世凱父子促使楊度等六人組成籌安會，勸進袁世凱稱帝。1915年12月12日，袁世凱自稱受全國國民代表擁戴，宣布改國號為中華帝國，并称帝，将于1916年1月1日改年號為洪憲。這引起全國性的起事，為數眾多的行省宣佈獨立。1915年12月25日雲南將軍蔡鍔、唐繼堯首先宣布独立，並組織約二萬人之「護國軍」討伐袁世凱。而袁世凱的主將段祺瑞與馮國璋卻不願意擔任鎮壓護國軍的任務。這場護國戰爭中袁世凱的軍隊在四川受挫，1916年3月22日袁氏宣布取消帝制以謀求續任總統，但被護國軍拒絕。1916年6月6日袁氏病逝，復辟帝制也隨之而止。

### 北洋政權的更迭
袁世凱去世後，中國開始長達13年（另一說15年）的軍閥割據時期。北京中央政權連續被北洋軍閥系統控制，但此時沒有一個人具有足夠能力單獨控制整個北洋系統的軍隊和政權，各不同派別的領導人以省為單位依靠自己的軍事力量形成地方的軍閥和實際上的割據局面。軍閥們展開相互的混戰以奪取北京北洋政府的政權。名義上各勢力仍受北京中央政府（即北洋政府）支配，但北洋政府實際上在不同時期也由不同派別軍閥統治，大大小小的戰役不斷。
1916年6月7日，作為前革命黨人的副總統黎元洪繼任中華民國大總統，袁氏親信段祺瑞出任國務總理。二者争執不断，史稱府院之争。兩人的第一次矛盾發生在中華帝國崩潰之後，恢復中華民國是依據1912年的《臨時約法》還是依據1914年的《中華民國約法》這一問題。作為前革命黨人的黎元洪支持前者，而作為袁世凱親信的段祺瑞則支持後者。經過爭論，兩方同意中華民國的恢復依據1912年的《臨時約法》，解散1914年袁世凱設立的舊國會，并任命段祺瑞為新國會的總理。作為交換，革命黨人同意解散軍事委員會。
1916年7月15日，孫中山在上海《中華民國之意義》之公開演講中曾解釋為什麼要稱“中華民國”。1917年，孫中山前往廣州與南方的軍閥合作，開始護法運動。1917年俄國爆发革命。1917年8月25日，廣州軍政府建立，孫中山成為當時在廣州的南方軍閥的大元帥。但是桂系軍閥私懷野心，迫使孫中山于1918年5月離開軍政府，回到上海。
1917年，國務總理段祺瑞与大總統黎元洪就中國是否參与第一次世界大戰為由發生矛盾。1917年5月14日，段祺瑞未經國會和總統的許可，便代表中國對德國宣戰，并利用他的親信將領和軍隊要求黎元洪解散國會。作為反擊，黎元洪解除段祺瑞的總理職務。而段祺瑞就離開北京，擁兵對抗黎政府，使得眾多省份宣佈獨立，并決定向北京進軍。這使得黎元洪不得不求助於安徽督軍張勳。

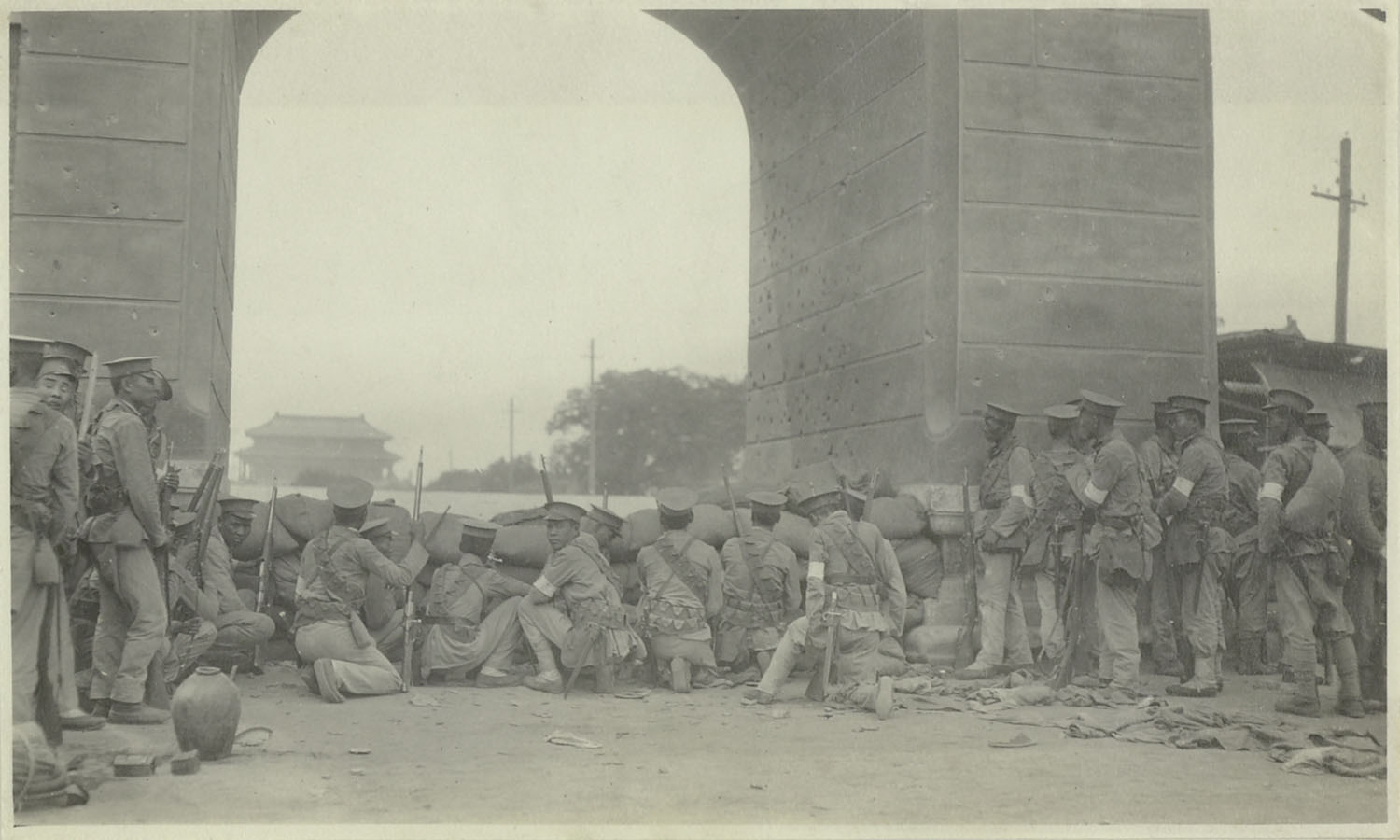
1917年7月12日在北京東安門下駐紮的北洋政府「討逆軍」士兵，奉命征討擁戴溥儀復辟的「辮帥」張勳。

1917年6月7日，張勳从徐州率五千辫子兵入京拥立清朝末代皇帝溥仪即位，宣布復辟。黎元洪拒絕接受，並協請段祺瑞主持討伐。復辟僅持續12天被段祺瑞討平。黎元洪宣告辞職，由副總統馮国璋繼任大總統，而段祺瑞續任國務總理。1918年8月12日重新選舉的國會中，段祺瑞控制的安福派系通過賄選等手段獲得330多席，成功控制國會，被稱為安福國會。8月14日，國會通過對德宣戰的決議。
在此時，孫中山于1917年7月在廣州設立軍政府，擁護1912年的《臨時約法》，開展護法運動以反對北洋政府。對此問題，作為主和派的馮国璋與主戰派的段祺瑞時有衝突。最後馮国璋總統任期結束，馮段二人相約共同下野，由袁世凱的老朋友，前清元老与前國務卿徐世昌接任總統，而段氏的皖系在背後操縱政權。
此後皖系、直系、奉系和晉系四系軍閥明争暗鬥，中央政權頻頻易手，僅段祺瑞本人就三次组閣，更有曹錕賄選總統醜聞，奉系軍閥張作霖也兩次進入北京執掌政權，中央政府陷入混乱局面。

### 五四运动

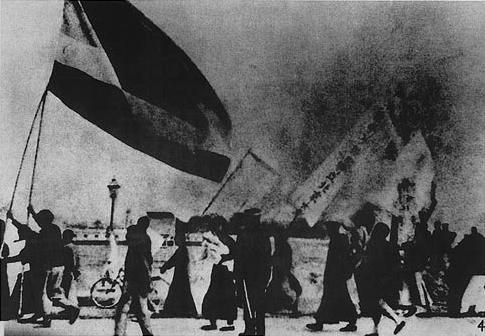
參與五四運動學生在北平舉着當時國旗五色旗遊行。

1919年五四運動爆發前後，胡適、陳獨秀、魯迅、錢玄同等學人發起“新文化运动”。1919年的5月4日，五四運動爆发，该运动开始于中國北京，后遍及全国。参与者以青年學生為主，也包括廣大群眾、市民、工商人士等中下階層，运动形式有示威遊行、請願、罷課、罷工、暴力對抗政府。1919年段祺瑞執政期間提出《中華民國憲法草案》（八年草案）。10月10日，孫中山重組中國國民黨。

### 出兵外蒙古
1917年俄国十月革命后，俄国政局陷入混乱，许多俄国白军进入外蒙古。1918年8月，外蒙古当局感到威胁，向北洋政府求救。北洋政府同意该要求，于当年11月7日派遣徐树铮出兵外蒙古。之后，北洋政府宣布外蒙古“取消自治”，废除《中俄蒙协约》。由于徐树铮在外蒙古强制推行新政改革，引发蒙古各界不满，在苏俄支持下，蒙古共产主义者组织开始反抗中国统治。
1920年7月，直皖战争爆发，徐树铮率主力撤离蒙古。1921年，俄白军将领罗曼·冯·恩琴率兵进入外蒙古，攻占库伦。8月14日，圖瓦的布爾什維克建立唐努－圖瓦人民共和國。

### 法统分裂
1920年，親孫的粵系勢力在第一次粵桂戰爭中擊敗桂系，取回對廣州軍政府的控制。孫中山于11月底返回廣州，重建軍政府，繼續護法運動。
1921年4月2日，軍政府取消，改為中華民國政府，由孫中山任總統。廣州中華民國政府於1921年4月2日在廣州成立，孫中山任為「非常大總統」。廣州中華民國政府第一次採用青天白日滿地紅旗為國旗，以反對北洋政府的法統。
1922年，第二次護法運動失敗，廣州中華民國政府瓦解。1923年3月2日孫中山回廣州設陸海軍大元帥大本營，重新組建軍政府。雖然國號都為中華民國，但相對於北京的北洋政府，1921年建立的該廣州政府稱為國民政府。

### 第一次国共合作
當時，在北京的北洋政府仍然是具有合法性並為西方列強所承認的政府。孫中山試圖從西方獲得援助但卻受到忽視，在1921年，他轉向剛剛在自己的革命中取得勝利的苏联救助。蘇聯試圖通過嚴厲批評西方為「西方帝國主義者」而表示友好的態度對待中國的革命者，但是出於政治的考量，蘇聯領導人採取雙重的策略，即同時支持孫中山和剛剛建立的中國共產黨。蘇聯期盼著兩方的合併，但是同時也準備任何一方取得勝利。從此，開展國民黨和共產黨在中國的鬥爭。

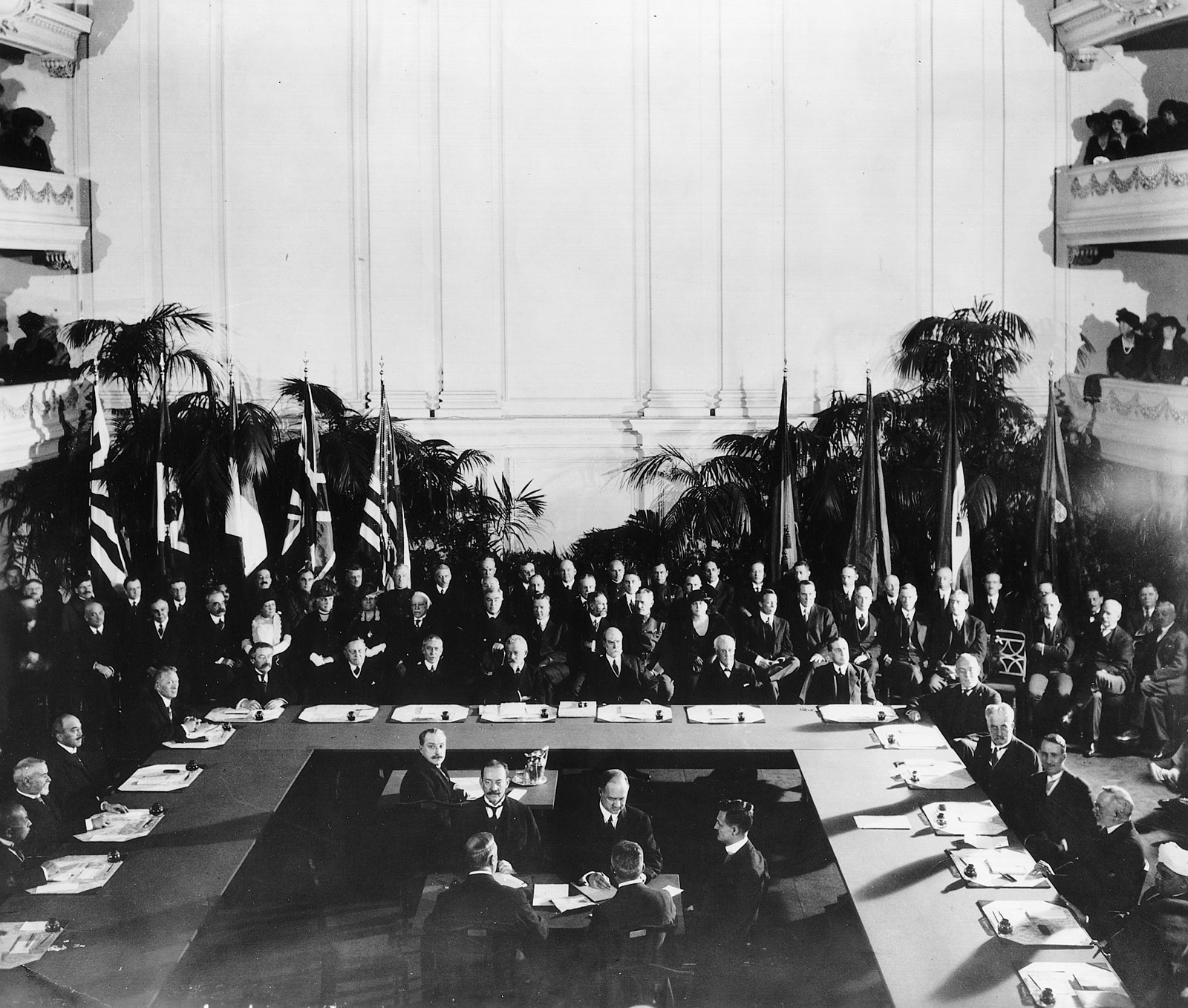
1922年2月6日，华盛顿会议舉行，该会议的主要成果包括三个重要条约：《四国公约》，《限制海军军备条约》，及《九国公约》。其中《九国公约》保證中國主權獨立、土地行政完整。

1922年，廣州的國民黨和軍閥的聯盟破裂，孫中山再次逃往上海。這時孫開始意識到他需要得到蘇聯的幫助。1923年，孫中山和蘇聯代表越飛在上海發表聯合聲明，表示蘇聯將協助中國的國家統一。蘇聯的顧問，當時第三國際的鲍罗廷於1923年抵達中國以幫助國民黨按照苏联共产党的模式改組和鞏固。中國共產黨在第三國際的要求下開始與國民黨合作，中共成員被鼓勵以個人的身份加入到國民黨中，並保持其共產黨員的身份。當時的中國共產黨只是一個小黨派，在1922年時只有300名黨員，到1925年時也只有1,500名黨員。而國民黨在1922年時已經有150,000名黨員。蘇聯顧問也幫助国民党建立起政治機構，培訓宣傳人員動員群眾的技巧，並於1923年派遣孫中山從同盟會時期起就擔任陸軍上尉的蔣中正到莫斯科進行為期幾個月的政治和軍事培訓。蔣中正於1923年底回國後參與建立位於廣州的黄埔军校。1924年，蔣中正成為軍校的校長，周恩来成为政治部主任。
1923年，曹錕任中華民國大總統期間公布一部《中華民國憲法》（曹錕憲法）。1923年10月20日，孫中山在廣州全國青年聯合會的演講中曾經說過：“中華民國這個名詞，是兄弟從前創稱的，這個名詞到底是什麼東西呢？諸君自然知道中華民國和“中華帝國”不同，帝國是以皇帝一人為主，民國是以四萬萬人為主。”
孫中山的聯俄容共政策，在國民黨內部產生支持與反對的兩個派系。支持聯俄容共的稱為左派，以汪兆銘為代表，反對聯俄容共的稱為右派，以胡漢民等老国民党員為代表。左派認為目前國民黨尚須要得到外国勢力的支持，右派則担心未來以個人身分加入的共產党員，可能會併吞国民党。由於当時由孫中山掌控大局，因此左右兩派暫時無事。
1925年3月，孫中山因癌症在北京逝世，卻沒有交代接替人選。汪兆銘在北京安葬孫中山後，在回到廣州前，先到汕頭與蔣中正會面，希望能與蔣合作，與右派勢力競争。1925年7月1日，中華民國陸海軍大元帥大本營改組為國民政府，汪兆銘當選為国民政府主席，胡漢民為外交部長（當時廣州国民政府並非国際承認的合法政府，因此外交部長一職形同空殼）。中華民國國民政府是中華民國在訓政時期的中央政府與最高行政機關。右派見大勢漸去，開始鋌而走險，暗殺左派国民党員。1925年9月，財政部長廖仲愷在中央党部門前被暗殺。左派趁此機会實施戒嚴，蔣中正率黃埔軍逮捕右派軍系的粵軍領袖許崇智等人，將粵軍編入黃埔軍中。至此，左派可謂完全掌握局勢。
1925年段祺瑞再次執政時又提出過一部《中華民國憲法草案》（十四年草案）。

### 國民政府北伐

#### 寧漢分裂

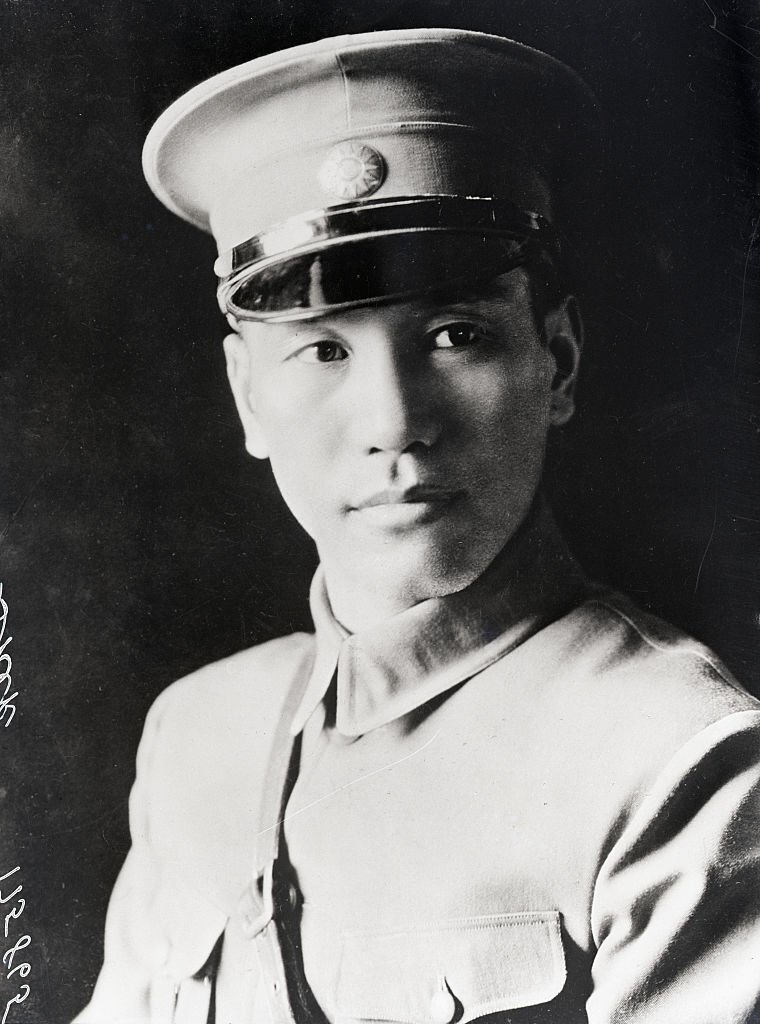
陸軍軍官學校校長蔣中正

1926年3月20日，發生中山艦事件，蔣中正開除其蘇聯顧問，並嚴格限制共產党在国民党內部担任高級職務。5月，湖北軍閥吳佩孚入侵湖南，当時湖南軍閥唐生智不敵，向廣州國民政府求援，成為蔣介石發起的北伐理由。作為國民革命軍的總司令，蔣中正率軍攻入湖南後，李濟深、湘軍唐生智等人攻入湖北，打垮吳佩孚。蘇聯和蒙古人民共和國簽訂條約，將其改名為圖瓦人民共和國，並肯定其獨立地位。
左派此時已經不信任蔣中正，希望能扶植唐生智來取代蔣的勢力，並且把國民政府的位置從廣州移到湖北的武漢。蔣為另尋出路，從湖南往東進軍，取下江西、福建、浙江、江蘇等地。蔣進入上海後，獲得當地商人和外國勢力的支持，不再需要依賴左派與蘇聯，便決定與武漢政府決裂。1927年4月12日，蔣下令「清黨」，動用軍隊及地方幫派人士，搜捕並處決共產黨員。 這段歷史在中國大陸地區稱為「四一二反革命政變」。國民黨右派胡漢民等人於是向蔣中正靠攏，在南京建立一個反共的政府，與武漢的左派政府對峙，稱為「寧漢分裂」。

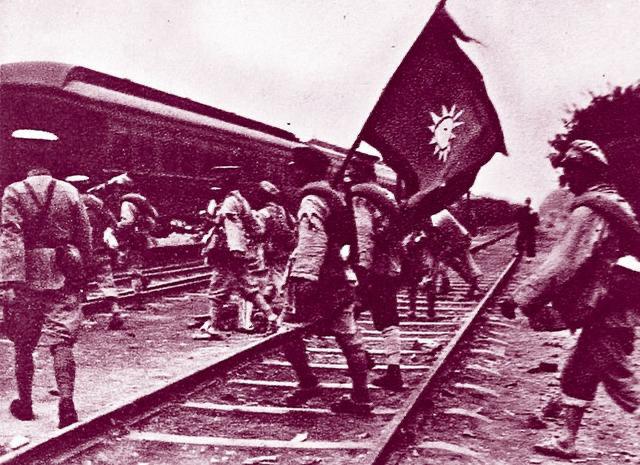
1928年4月北伐軍賀耀祖部擊敗張宗昌，越過鐵路攻克濟南。後因日軍欲阻撓中國統一，發生五三慘案。

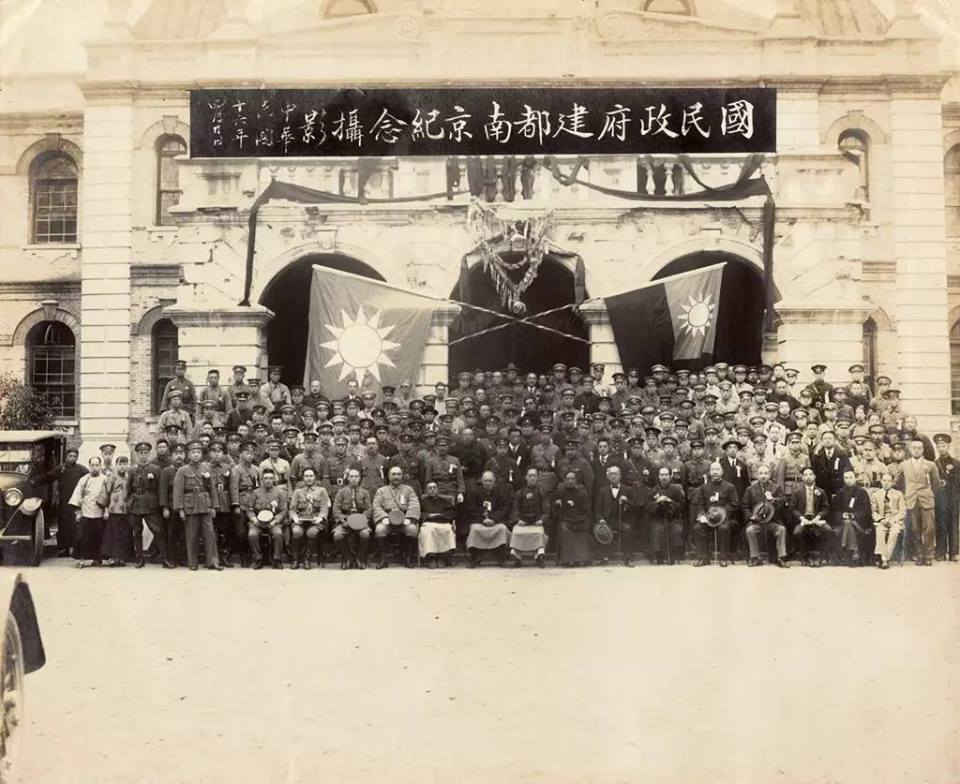
1927年北伐期間，在國民革命軍幾乎控制江南後，國民政府定都南京，設置南京特別市。

1927年10月南京國民政府公布《最高法院組織暫行條例》，實行四級三審制。「四級」即在中央設最高法院，在地方設高等法院，地方法院，在不設地方法院的縣設司法處；「三審」即同一案件可經三級法院審判。規定在最高法院設置檢察署，各級檢察廳一律撤銷。根據這個條例，各省高等審判廳改為高等法院，地方審判廳改稱地方法院。各級檢察廳改為檢察處，廢去廳長職務，另設首席檢察官。檢察處為各省省府的一部分，受司法部和省政府的指揮監督。
這時中國有三個中央政府：獲得國際承認的位於北京的軍閥政府，國民黨左派與共產黨合作建立的武漢政府，以及國民黨右派組成的南京政府。
寧漢合流後，蔣中正整合軍隊，向北方步步進迫，在保定之戰中擊敗奉軍。大軍當到山東之時，日本為了阻礙国民政府統一全国，藉口保護僑民，在山東製造濟南慘案。蔣中正繞道北伐，進迫北京。北洋政府元首張作霖見大勢而去，被迫退出關外，途中，日軍在皇姑屯炸死張作霖。是為皇姑屯事件。

#### 国共合作破裂
1927年第一次国共合作结束。中国共产党感到形勢危殆，認為不能再完全仰賴國民黨左派，開始積極在湖南湖北一帶農村推動「土地改革」（沒收地主土地分給農民）。然而唐生智的部屬軍官多為湖南地主，因此開始強烈反對共產黨。汪兆銘迫於形勢，在1927年7月15日宣布「分共」，要求加入國民黨的共產黨員退黨，國共合作至此結束。這段歷史在大陸的歷史教科書中稱之為「寧漢合流」。
当时共產黨進入一個低潮期：原本第三國際希望能藉由與國民黨的合作來發展共產勢力，因此對國民政府投入大量的經濟與人力資源，現在不但黃埔軍為反共的蔣介石所支配，也失去與國民黨左派的同盟關係。共產黨於是決定開始建立起自己的武裝勢力，1927年8月1日，發起南昌起義。原本計畫攻入廣東，但是沒有成功，於是進入江西的山區。同年9月，毛澤東在湖南长沙也發起秋收起义，失败后，于1928年4月28日到达江西萍鄉和宜春之間井岡山，與南昌起义的武裝會合。中國共產黨的武裝勢力於是長期在此地發展，稱為「中央蘇区」，並在中华民国境内先后建立井岡山革命根據地、中華蘇維埃共和國、中華蘇維埃人民共和國等苏维埃政权。

## 国民政府

### 形式上统一

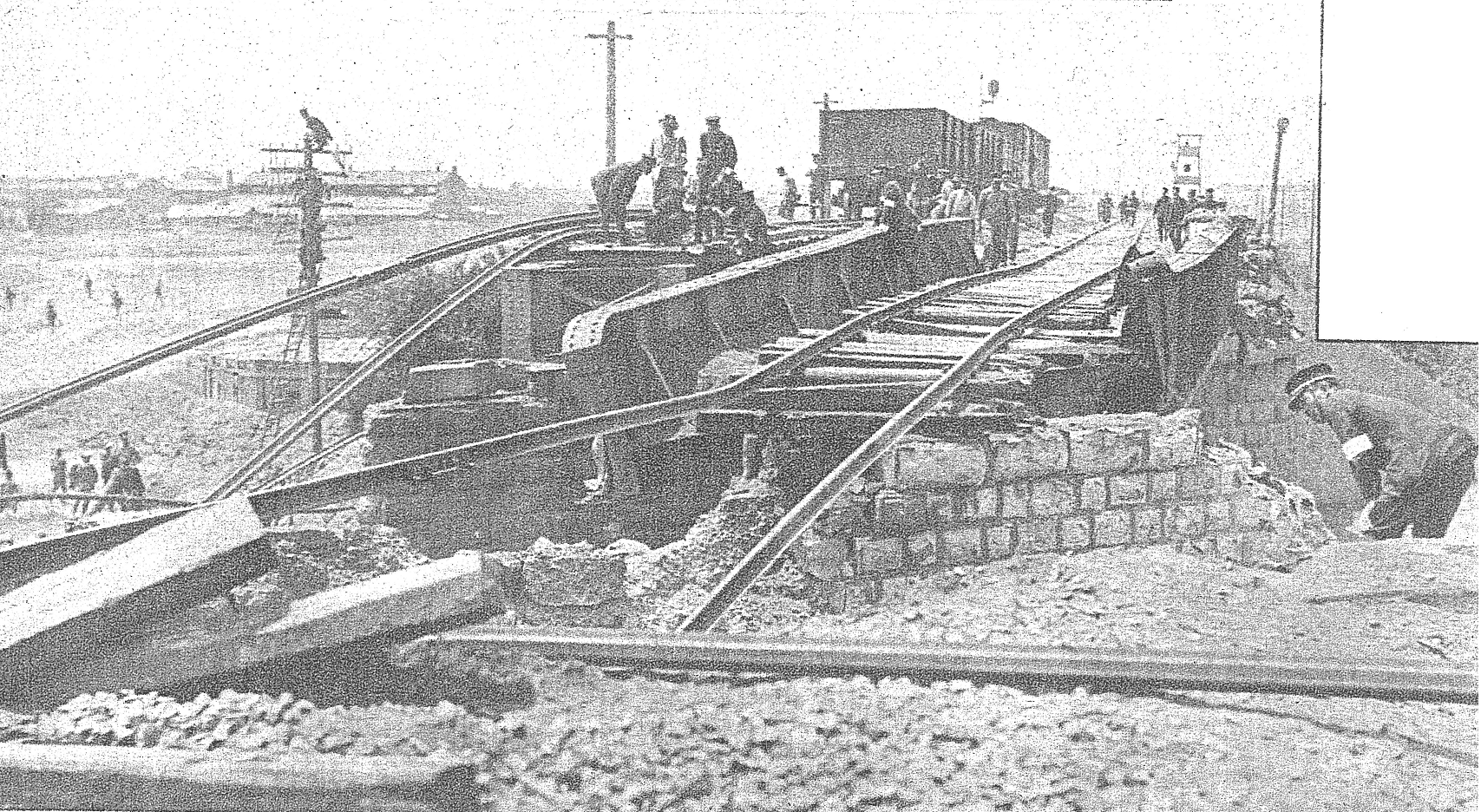
1928年6月4日導致東三省易幟的皇姑屯事件現場。

1928年6月皇姑屯事件發生後，該事件的制造者關東軍意圖鼓動張作霖之子張学良宣布独立，但被張学良拒絕。同時張学良秘密和基本上已經統一南方的蒋中正聯繫，準備宣布東北归于南方中央政府統治。國民革命軍北伐後，北洋政府被南京國民政府取代。1928年12月29日，張学良宣布東北易幟，将原北洋政府統治時期的五色旗更换為國民政府使用的青天白日滿地紅国旗，意即宣布東北服从国民政府領導。至此，除外蒙古地区，中国已完成形式上的統一。

### 黃金十年

1928年北伐勝利後國民政府通令全國懸掛中華民國國旗（青天白日滿地紅旗）至今。

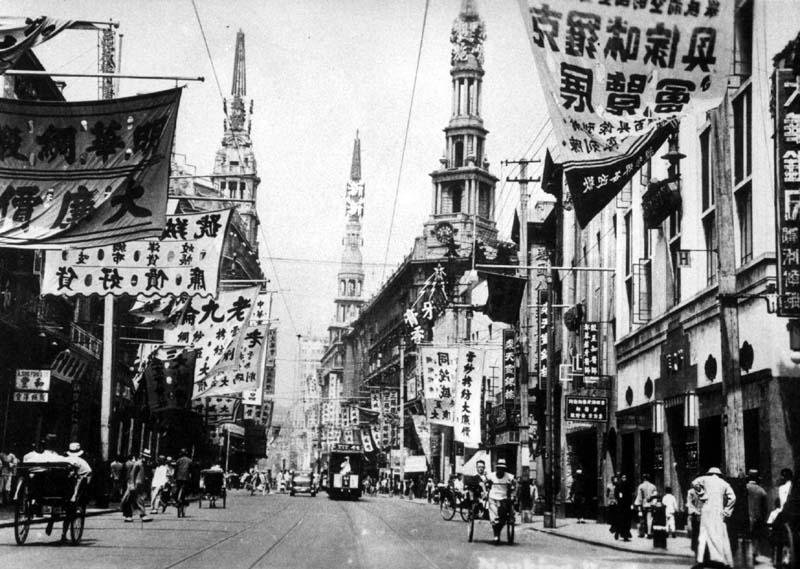
1930年代「黃金十年」時名聞遐邇的上海南京路。

1928年，全中國至少在名義上已經在國民政府的統治下，而國民政府也獲得國際承認成為中國唯一合法的政府。國民政府宣佈，根據孫中山建國大綱的三步驟「軍政、訓政、憲政」，中國現在已經完成第一階段（軍政），並開始進入第二階段（訓政），也就是中國將在中國國民黨的領導下發展，至人民有施行憲政的能力後，再還政於民。1928年10月3日由中國國民黨中央常務委員會通過《訓政綱領》，在1931年5月5日召開的國民大會中通過《中華民國訓政時期約法》。1932年10月，國民政府頒布《法院組織法》，規定中央和地方的普通審判機關，由原來的四級改為三級，即：中央設最高法院，省設高等法院，縣設地方法院。1936年5月5日國民政府籌畫《中華民國憲法》草案並發表五五憲草，這是今天《中華民國憲法》的雛形。
1928年至1937年是國民政府鞏固和取得成就的一個時期。外國在中國的特權通過外交途徑獲得緩解，政府積極地進行立法和刑法系統的現代化、穩定物價、分期償還負債、改革銀行和貨幣体系、建設公路和鐵路、改善公共衛生設施、立法禁止毒品買賣並增大工業和農業生產。同時，教育界也獲得同樣巨大的成就，以期通過一個普及國語和克服方言差異的計劃以幫助中國社會的統一。廣泛分佈的通訊設施更進一步鼓勵民眾的統一感和自豪感。这一段时间因国民政府在經濟建設取得的成就而被称为「黄金十年」。

### 安内攘外

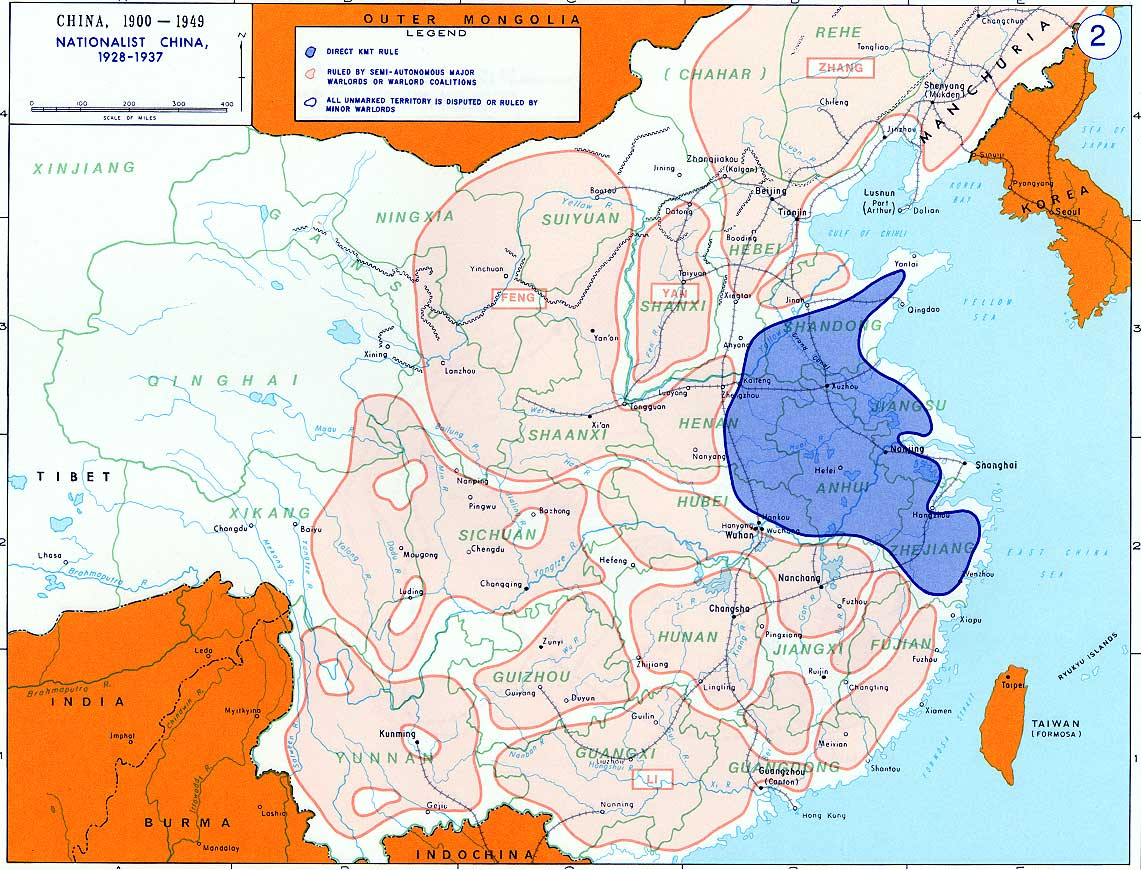
北伐後的中華民国情勢，其中藍色部分為国民政府控制力較高的区域，其他部分多由地方軍閥武裝控制

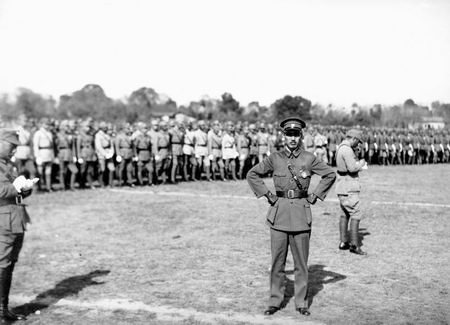
1933年軍委會委員長蔣中正親任豫鄂皖剿匪總司令部總司令。隔年，在第五次圍剿戰爭中，國軍攻佔當時中共中央所在的中央蘇區，中國工農紅軍主力被迫展開長征。

1930年的中原大戰後，軍閥混戰局面基本結束。国民政府集中力量对共产党展开围剿。

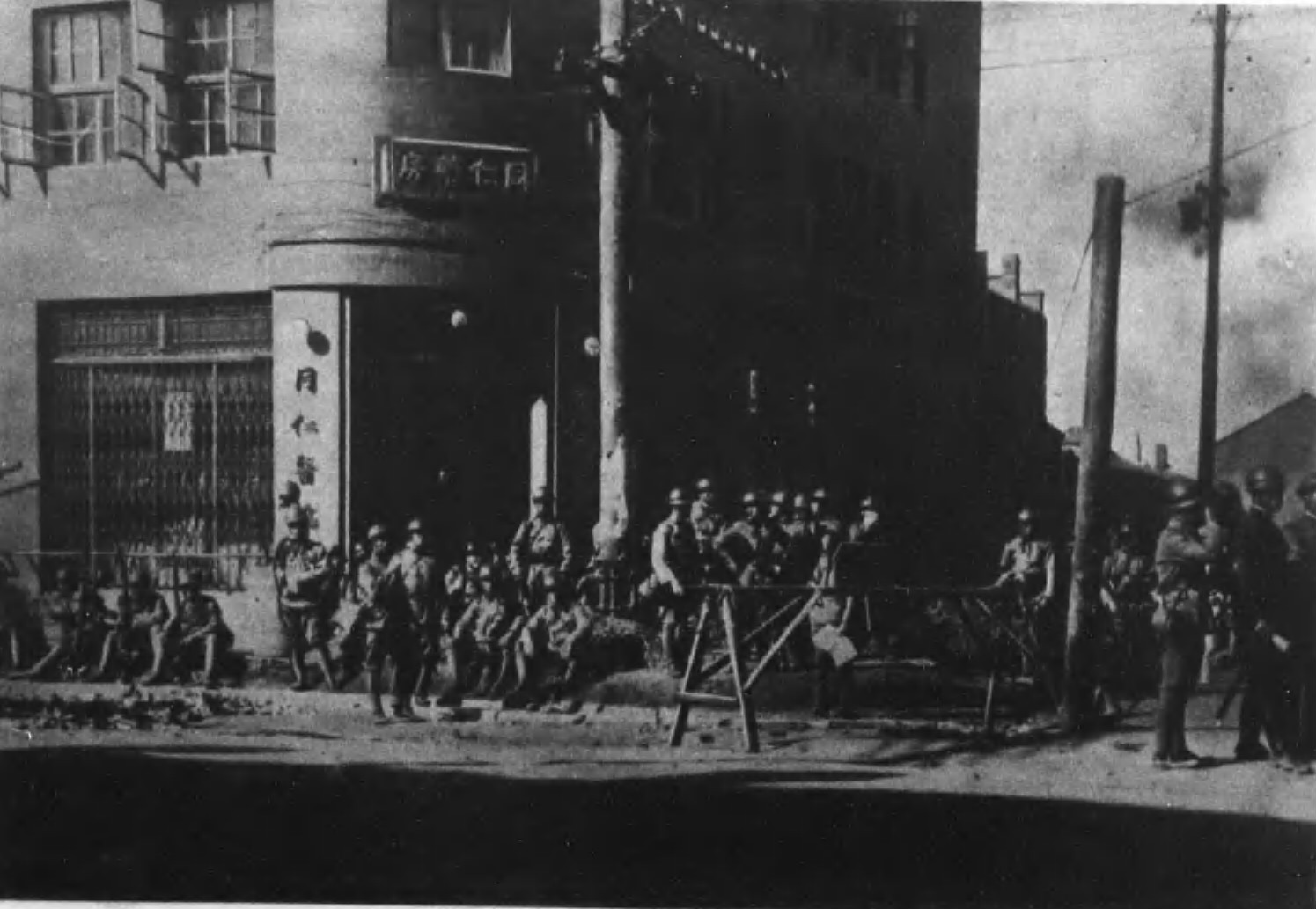
1931年九一八事變中關東軍進佔瀋陽市。事後日本迅速控制東三省，建立傀儡政權滿洲國。

日本於1931年9月九一八事變發動佔取中國東北的戰爭，並於1932年建立由前清朝皇帝溥儀為首的滿洲國傀儡政權，结合部分清朝宗室以及漢人將領和權貴，首都設於新京，領土包括現今中國遼寧、吉林和黑龍江三省全境以及內蒙古東部、河北省承德市。
此後，日本開始從長城南部向中國北部以及沿海省份推進。中國人民對日本感到憤怒，當時蔣中正定下「攘外安內」的政策，一方面在外交上不斷的表面退讓，另一方面節節抵抗日本軍閥，又一方面調動軍隊圍剿中共紅軍。 後來，在1936年12月12日，西安事變爆發後，周恩來、葉劍英、博古代表共產黨開始和國民黨展開合作談判抗日。

### 抗日戰爭

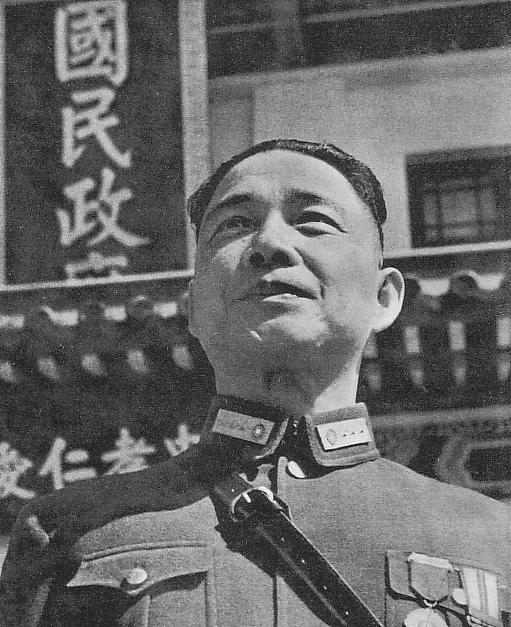
二戰期間任日本扶植傀儡政權中華民國國民政府中政會主席的汪精卫。

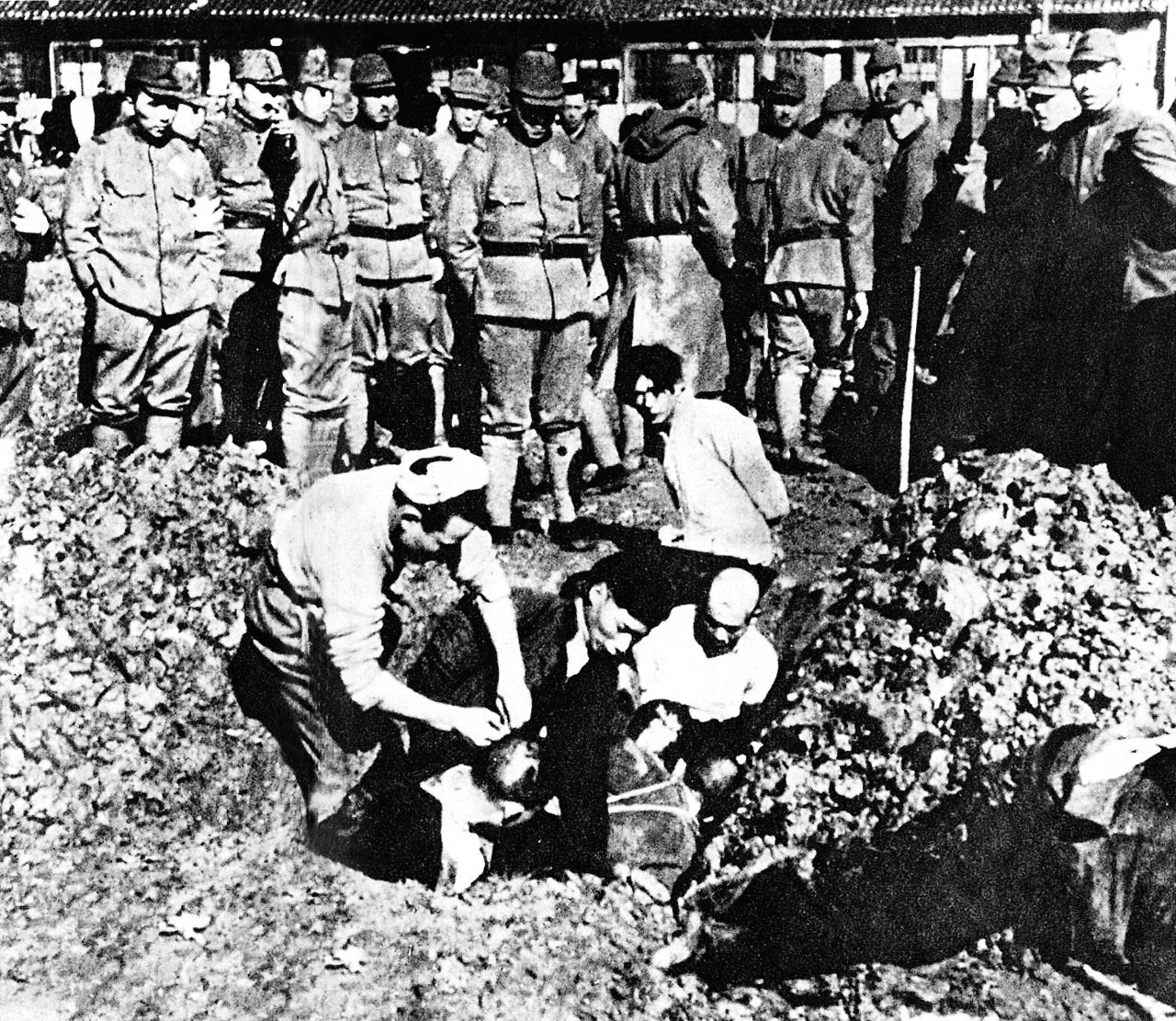
1937年南京大屠殺中，日軍強硬將中國平民押進坑中準備集體活埋。

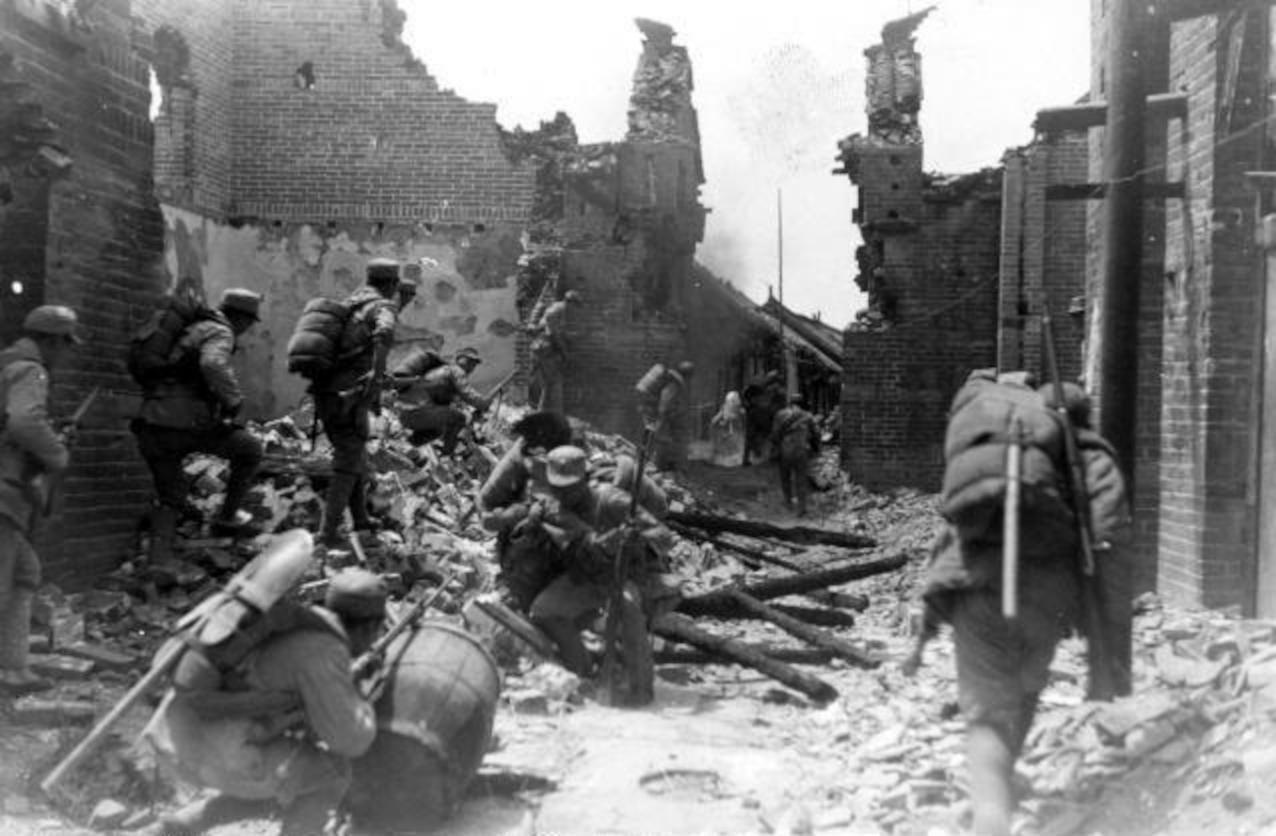
1938年在台兒莊的逐屋爭奪戰。台兒莊戰役為抗日戰爭中國軍取得的首次勝利。

1937年7月7日，中國軍隊與日本軍閥在北平（現今北京）城外起衝突；西北軍於蘆溝橋發動七七事變。接著，蔣中正於廬山發表「最後關頭」演說，指責日本軍閥的侵略、呼籲全國百姓團結而立。同時這也促進國共反對日本而建立的第二次聯盟的形成。中國政府宣佈將首都和所有政府機構由南京遷往陪都重慶，而軍事作戰中心先遷往武漢。
1937年7月之后，日本陸續攻陷華北各地。蔣中正定下「以空間換時間」、固守耗敵以待國際局勢轉變。8月上海發生淞滬會戰，國軍戰敗受創慘重，但也將日本戰略改為由東至西入侵。國民政府遷至重慶後，首都南京於12月淪陷，日本發動震驚國際的南京大屠殺。而後南北日本軍欲會師徐州時，國軍在台兒莊擊潰之，史稱台兒莊大捷。當時國軍軍力共170萬人。因戰爭爆發，立憲被迫延後。
對於抗戰，國府方面定下的作戰方針是，現有部隊以最有效率的方式拖延日本軍閥，將華北、沿岸一帶的廣大空間換為寶貴的時間；而真正的戰場，則是華中一帶。不過，為了向世界展現中國抗戰的決心、並且激勵士氣，國府調動最精銳的第五軍等七十萬部隊，投入淞滬地區與日本軍閥展開血戰，徹底粉碎日本皇軍「三日攻下上海，三個月滅亡中國」的誇詞。之後，歷經台兒莊會戰等戰役，日本軍閥於一年後占领武漢。此時，戰線過於拉長而導致兵力分散的日本軍閥，面對已有充分準備的國軍，再也無力发动大规模的攻势。中日戰爭至此陷入拉鋸戰。
相對于国府方面，共產党方面，則是挺進日本軍隊占領区，共產党領導的国民革命軍第八路軍，後来改称第十八集团軍，活躍在華北。国民革命軍新編第四軍活躍在中国的華中、華東。共產党的作戰方針以游擊戰為主，最大限度地組織群众参戰。使本来就分散的日本軍閥，在任何時候任何地方都有可能受到中国軍隊優勢兵力的打擊，在局部陷入被動。中國共產黨在日本占领区建立多处抗日根據地，在戰略防御和戰略相持階段，有利的配合国軍正面戰場的作戰。比較有名的戰役有三次長沙会戰。
中国共产党所屬的红军约6万人改编为八路军、新四军加入抗戰。該兩支共產黨軍隊參與敵後游擊戰對抗日本軍並鞏固本身的根據地以發展軍事力量，較有名的對日戰役為平型關战役（國共聯合）與百團大戰。
1938年8月至10月發生武漢会战，日本軍攻下武漢市。同期間又登陸大亞灣，攻下廣州市並侵略華南。由於戰線拉長，中日轉入相持階段。1939年期間中日雙方於豫鄂湘桂各省交戰，日本軍三次南下長沙市皆為國軍擊潰，史稱長沙大捷。1941年—1943年，国军与日本军多次在中原地区和湘浙赣地区争夺，先后爆发多次会战，但总体保持平衡对峙态势。在淪陷區，國軍開闢敵後戰場並展開牽制與游擊，日本軍僅能控制據點與交通線。至1940年，日本為了管理佔領地並達成「以華制華」目的，陸續建立蒙疆聯合自治政府及汪精衛政權。汪精衛政權是由汪精衛等投靠日本的中國國民黨黨員所建立的政權，以「中華民國國民政府」為名，故又被稱為汪精衛國民政府，實際上為日本在戰爭期間扶持的傀儡政權之一:532。1940年，該政權在大日本帝國陸軍支那派遣軍扶持下成立於南京，汪精衛擔任國民政府代主席及行政院院長，周佛海和李士群為主要成員，使用青天白日滿地紅旗作為旗幟。
在外交上，美國力促中日和談。由於日本一方開出的停戰條件過高使中華民國難以接受，以及日本佔領法屬印度支那，和談最後破裂。1941年7月美英中荷各國成立「ABCD包圍網」對日禁運。最終日本於12月7日偷襲珍珠港，開啟太平洋戰爭。中華民國遂正式成為同盟國一員並正式對日宣戰。國民政府軍事委員會委員長蔣中正任中國戰區統帥，美國陸軍四星上將约瑟夫·史迪威任參謀長。英國開放滇緬公路補給物資，英美各國亦對中簽訂平等條約。由於英美各國採「先歐後亞」策略，中華民國仍未減輕負擔。日本意圖切斷中國補給線，於1942年攻擊緬甸，國軍派中國遠征軍進入緬甸支援英國。最後緬甸被日本佔領，滇緬公路中斷。
1943年1月9日，汪精衛國民政府對英美盟軍宣戰。

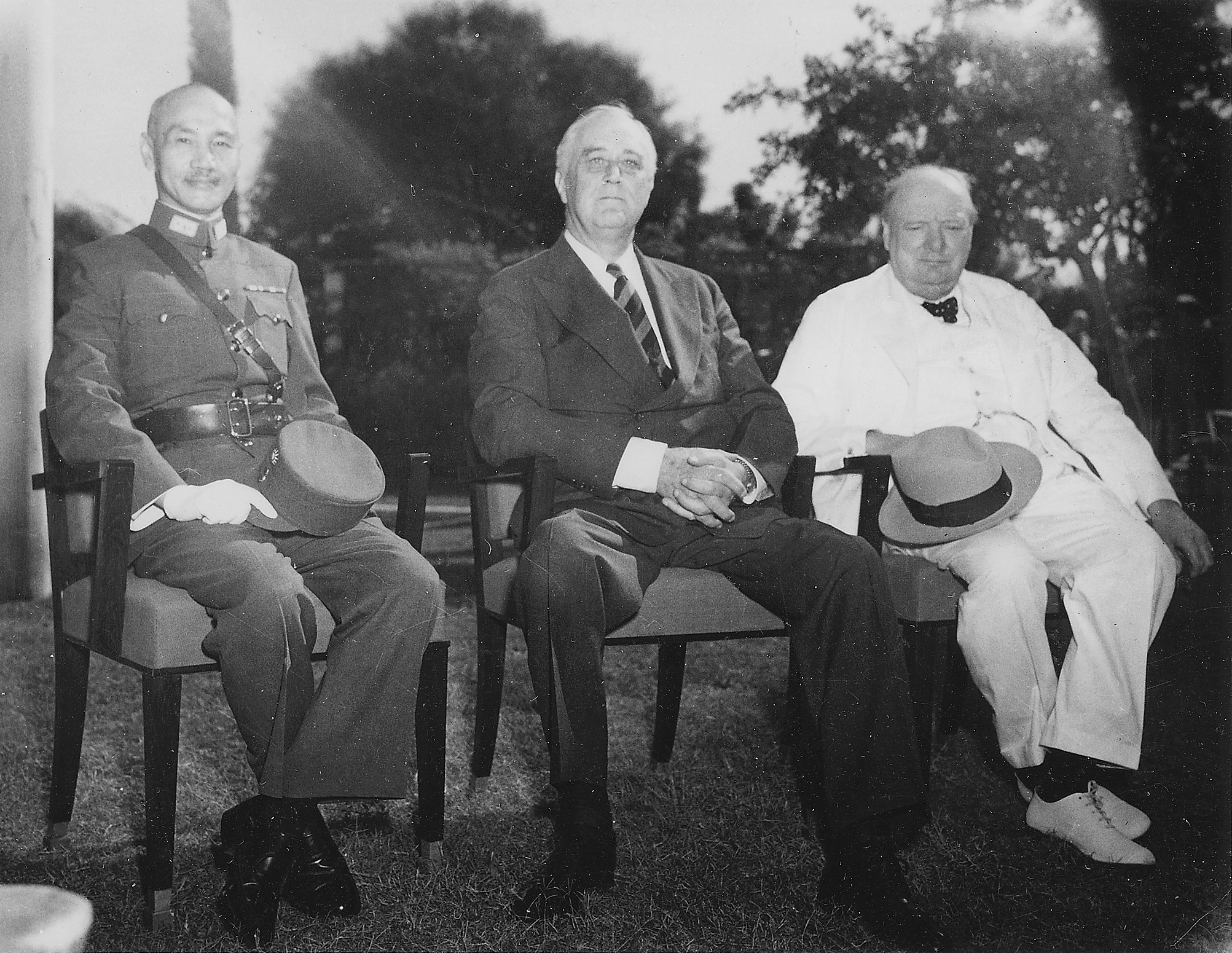
1943年11月，國民政府主席蔣中正、美國總統羅斯福與英國首相邱吉爾在埃及首都開羅發表《開羅宣言》。

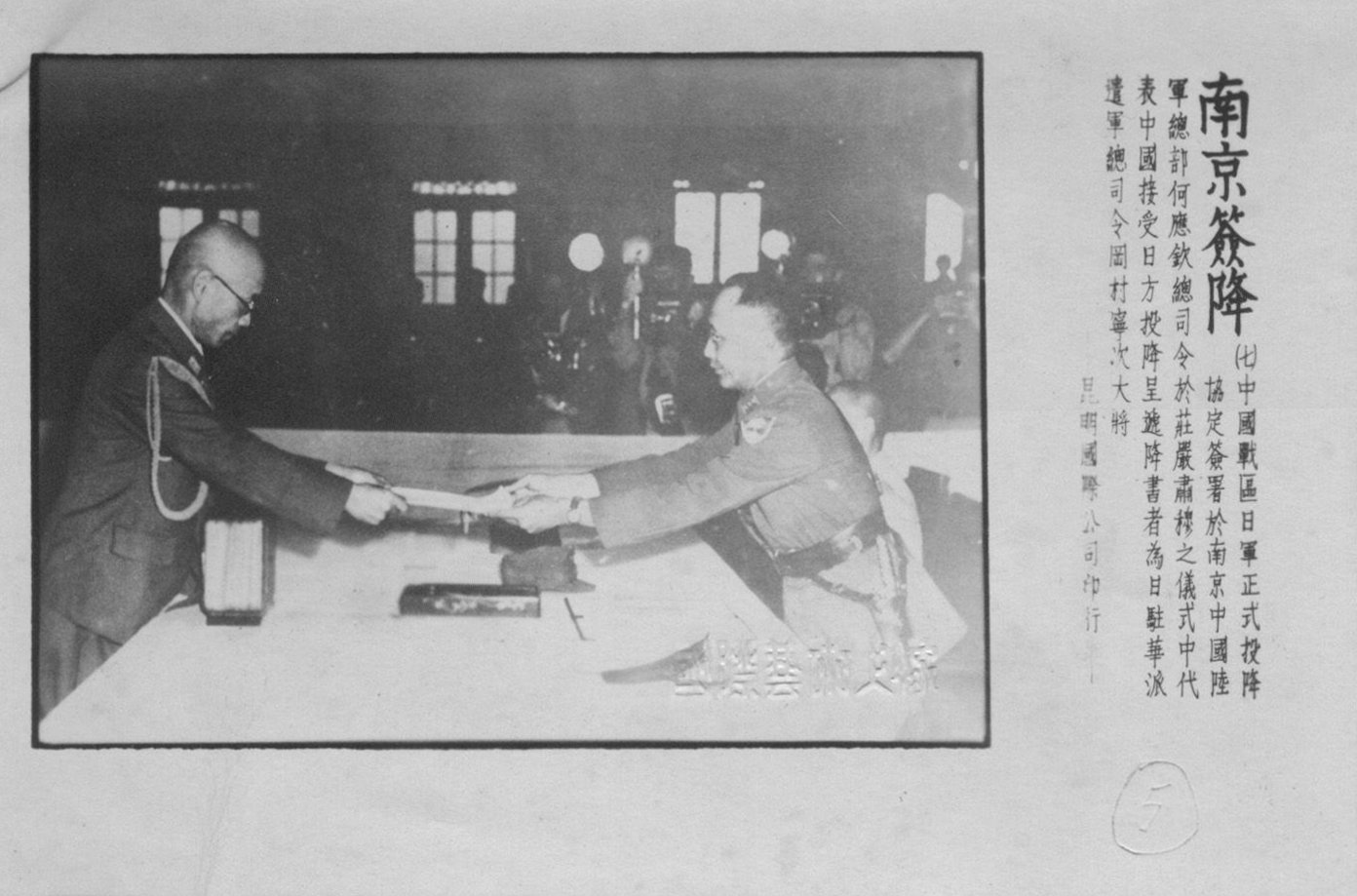
1945年9月9日，同盟國中國陸軍總司令何應欽（右）在南京代表中華民國政府接受支那派遣軍總參謀長小林淺三郎（左）呈遞降書。（注：照片旁的圖說有誤，照片中提交降書者為日本派遣軍參謀長小林浅三郎中將，而不是司令官冈村宁次大將）。

1944年中英盟軍反攻收復緬北，並建立中印公路。這段期間日本發動「一號作戰」，先後打通平漢、漢粵線，建立大陸補給線。並攻至獨山，一度威脅中華民國臨時首都重慶市。1944年10月11日，圖瓦人民共和國加入蘇聯。
1945年，太平洋同盟國已逐步逼近日本本土，國軍在中美空軍支援下牽制日本軍並轟炸大陸補給線。日本軍意圖反制而發動豫西鄂北會戰、鄂西會戰與湘西會戰，國軍皆抵禦成功。4月國軍發動反擊，至8月收復廣西全境，並意圖收復華南。8月初，美國在日本廣島市與長崎市先後投下核子彈，苏联亦依據《雅爾達密約》對日本發動八月風暴行動，攻滅满洲国並佔領中國東北。日本戰敗后，溥儀舉行退位儀式，宣讀《退位詔書》。最終日本昭和天皇於8月15日宣布無條件投降，9月2日日本外相重光葵於美艦密蘇里號簽署降伏文書，9月9日日本「中國派遣軍」總司令冈村宁次於南京市向中國陸軍總司令何應欽呈交投降書。至此第二次世界大战結束。雖然國軍因為裝備、經濟等因素不如日本軍，在整體戰爭中處於劣勢。但是國軍成功拖住部分日本軍主要戰力，並在部份戰役中獲得勝利，使盟軍得以在戰略上順利對付日本軍。
抗日战争结束后，国民政府接收日本投降，中华民国也因抗战胜利成为联合国创始国和常任理事国。抗战胜利后，中共和国府军队为争夺受降权发生严重的军事和政治摩擦，由此在美国调停下，国共双方展开一年半之久的政治谈判。谈判的目的不仅为制止国共冲突，也为国家即将开始的宪政而共同协商努力。然而，由于种种原因，国共最终彻底破裂，内战再度爆发。《中華民國憲法》在1947年施行，中華民國政府也於次年投入運作。

### 戰後復員與國際關係
二戰結束前，美英蘇三國在1945年2月召開的雅尔塔会议，達成若干嚴重損害中國利益的協定，包括維持外蒙古現狀（當時外蒙古已建立實質獨立於中國之外的蒙古人民共和國）、蘇聯與中國共管中長鐵路、蘇聯在大連商港的優先權益、以及旅順軍港由蘇聯租用等。為了減輕對中國的衝擊、並防止中共趁機壯大，國民政府於同年8月14日與蘇聯簽訂《中蘇友好同盟條約》，之後外蒙古依此條約舉行公民投票，導致其正式自中國獨立。1946年1月5日，中華民國正式承認外蒙古獨立。
美國的戰時政策最初是為了幫助中國成為戰後東亞地區的強大盟友和穩定力量。 然而，隨著國共之間的衝突愈演愈烈，美國試圖調和敵對勢力以進行更有效的抗日戰爭，但未能成功。 戰爭快結束時，美國海軍陸戰隊被用來控制北平和天津，以防蘇聯可能入侵，並為中國北方和東北部的國民黨軍隊提供後勤支持。
在美國的調解影響下，1946年1月，两党实行軍事休戰，但國共之間的戰鬥很快又恢復了。
中華民國政府試圖通過內部改革來爭取民眾的支持。然而，由於猖獗的政府腐敗以及隨之而來的政治和經濟混亂，這種努力是徒勞的。到了1948年底，國民黨的立場已經黯淡。事實證明，士氣低落、紀律涣散的中華民國國軍無法與積極進取、紀律嚴明的中國人民解放軍（以前稱為紅軍）相提並論。共產黨人在北部和東北部都站穩了腳跟。

### 接管台灣與二二八事件

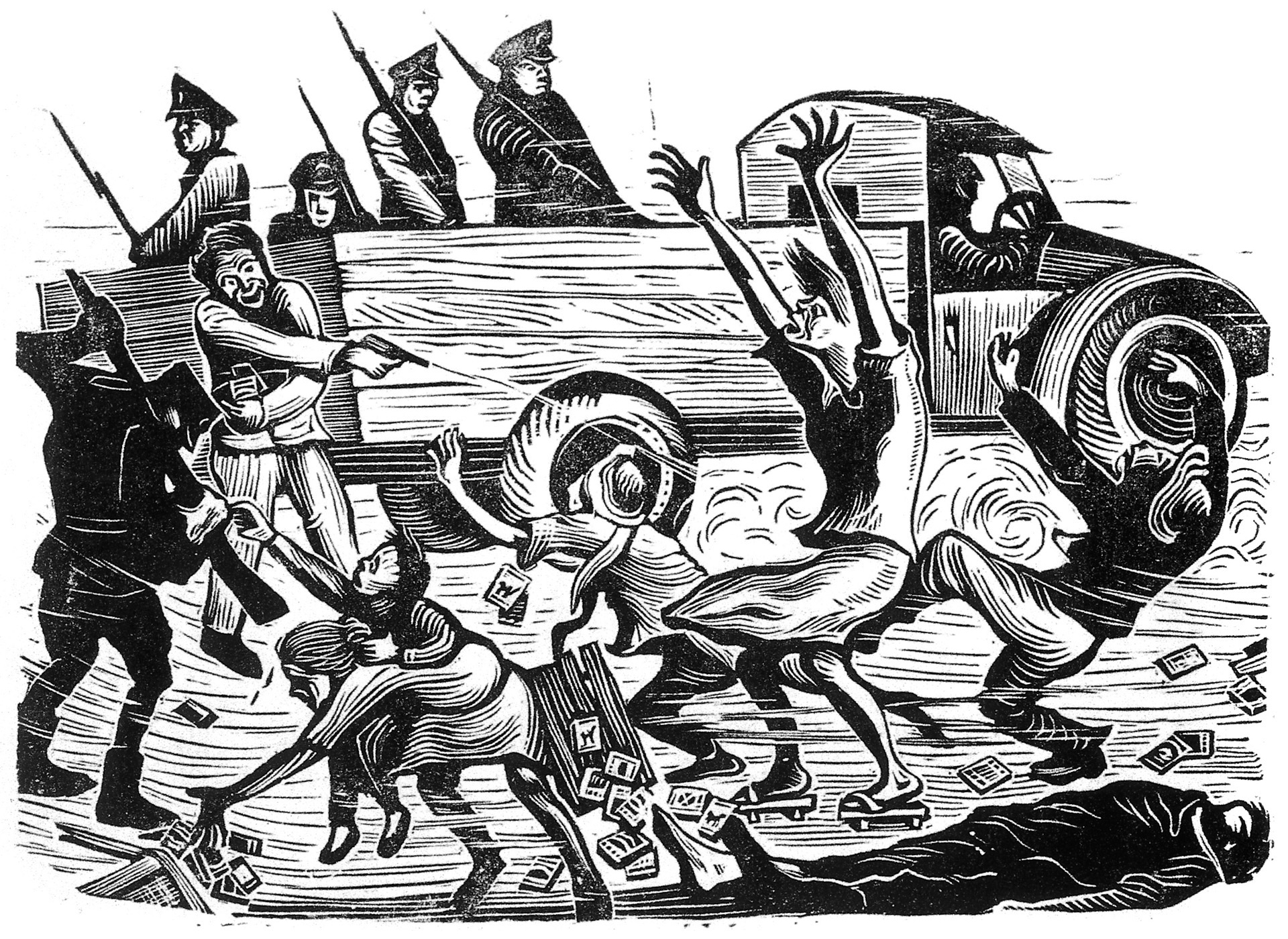
版畫家黃榮燦於1947年製作描述二二八事件的木刻版畫《恐怖的檢查》

日本在二戰投降後，國民政府接手管理台灣，並視台灣為清代割讓予日本後收復之地，故稱此舉為「台灣光復」；惟不認同光復論點的人士認為蔣介石是奉盟軍統帥麥克阿瑟發佈的軍事命令《一般命令第一號》代表盟軍軍事接管台灣，並無任何國際條約規定臺灣與澎湖的領土轉移給中國，軍事占領與主權轉移無關。1945年10月25日在台北公會堂（今中山堂）舉行臺灣地區的受降典禮，國民政府將台灣劃為一省，開始對台灣的統治。當時國民政府設置職權較他省為大的台灣省行政長官公署作為台灣最高統治機關。
國民政府接管臺灣之初，國府官員貪污嚴重、軍警紀律敗壞、惡性通貨膨脹、失業問題嚴重，台灣行政長官陳儀大權獨攬。由於政府官員藉由統制經濟的實施，透過專賣局與貿易局壟斷台灣的經濟命脈、扼殺民間工商企業界的商機，還將台灣的各種民生物質輸往中国大陆，導致人民的生活陷入困境；又接管的軍政人員甫經歷中日戰爭，對舉目皆是日本風格的臺灣感到適應不良，進而生起排斥歧視的心態，並時常對臺灣人抱持著優越感，以征服者、勝利者自居，對待人民行種種歧視與打壓，如此一年多來累積龐大民怨，最終導致於1947年2月28日爆發大規模民眾反抗政府與要求政治改革的二二八事件，但國民政府則增援军队前往台湾镇压屠殺，後續還有清鄉行動，許多菁英與百姓因此遇害。这一事件造成台灣社會長期性的巨大伤痕，对未来的中华民国和台湾各層面产生長久性的重大影响，例如族群之間的長期對立，以及現在的黨派對立。二二八事件平息後，國民政府廢除台灣省行政長官公署，改以臺灣省政府取代之。

### 施行宪政

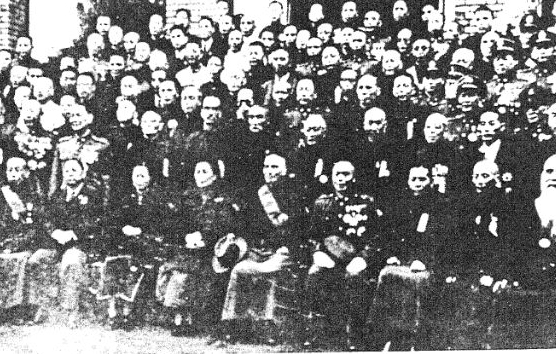
蔣中正與李宗仁於1948年5月20日就任行憲後第一屆中華民國總統、副總統，與相關官員合影。

《中華民國憲法》是中華民國的根本大法，依據孫中山的三民主義與五權憲法的理論基礎建立。三民主義主張各民族和他國之間平等相處的民族主義、公民得以行使政治權利管理政府的民權主義，以及政府應為人民服務且建構繁榮經濟社會的民生主義，因此《中華民國憲法》明确指出中華民國為「民有、民治、民享之民主共和國」。而五權憲法则確立司法制度獨立於其他行政權、立法權、考試權及監察權。憲法除了明確規定五權分立的中央政府體制與地方自治制度，還明示中央政府與地方政府權限劃分採取均權制度以及明列基本國策等。
1946年11月15日，中华民国在国共分裂的背景下召开制宪国民大会。12月25日，基于同年国共两党商定之政治协商会议宪法草案的《中華民國憲法》經國大三讀通過。
1947年元旦，《中華民國憲法》公布。1947年4月，国民政府基于政协决议改组政府；同年11月21日，开始中国历史上第一次国会直选；同年12月25日，《中華民國憲法》正式施行。自此，中華民國結束訓政時期，正式進入憲政時代。但国共内战导致許多條文失去效力。
1948年3月，第一屆國民大會第一次會議，召開並於4月选举中華民國首任总统與副总统，分別由蔣中正與李宗仁當選。同年5月20日，蔣中正及李宗仁宣誓就職，國民政府改組為中華民國政府，國民政府主席改為總統，並延續至今。新的依照《中華民國憲法》運作之中華民國政府正式开始运作，国民政府步入历史，國家進入建國大綱的第三階段，即憲政階段。

### 第二次國共內戰

中華民國政府撤退至台灣路線

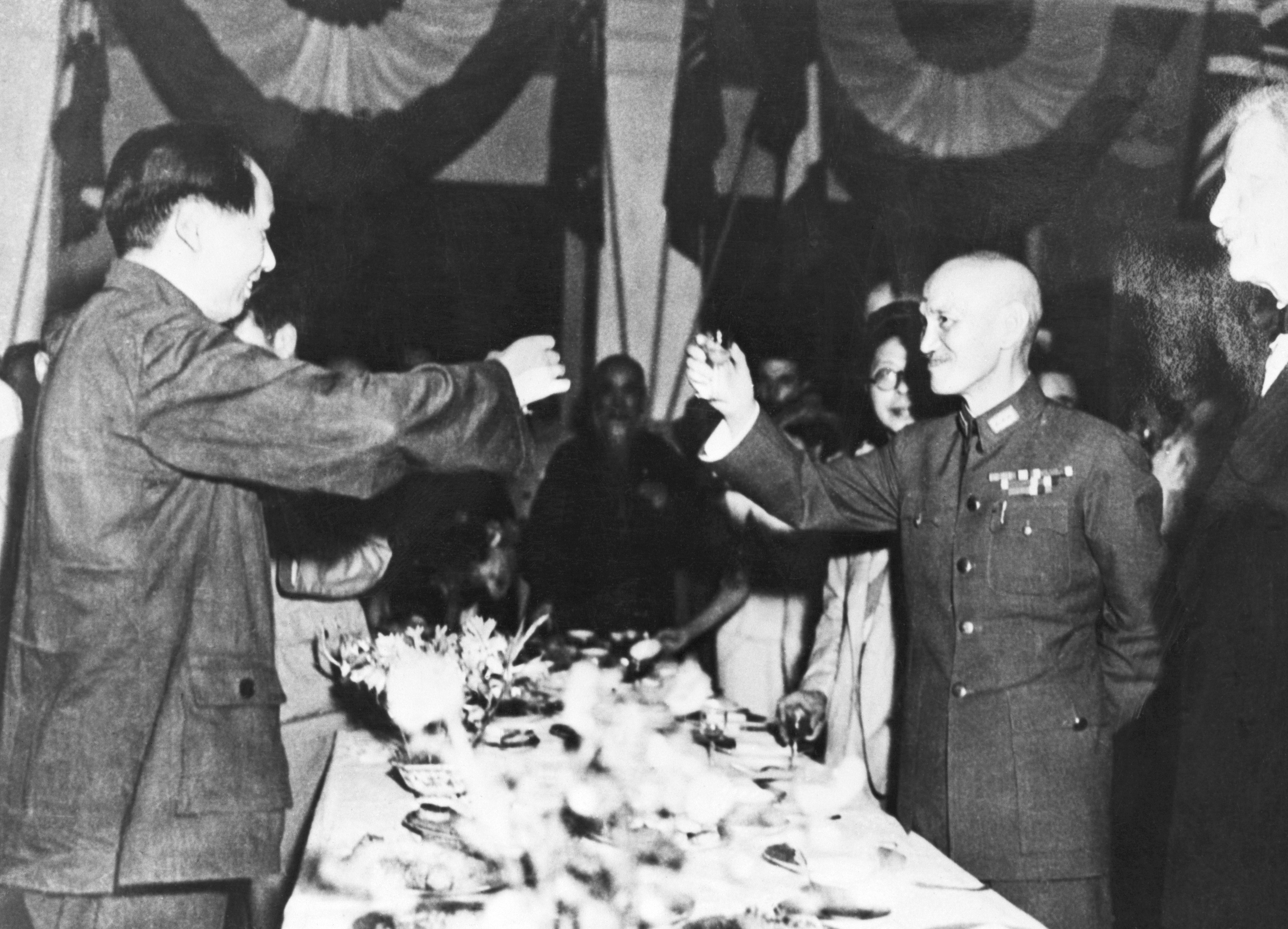
1945年9月重慶談判期間，蔣中正與毛澤東舉杯共慶抗日勝利。

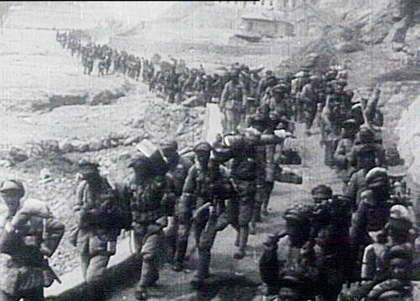
1947年3月10日，中共首都留守处人员从南京返回延安3天后，国军胡宗南兵团从洛川沿成榆公路向延安进攻。

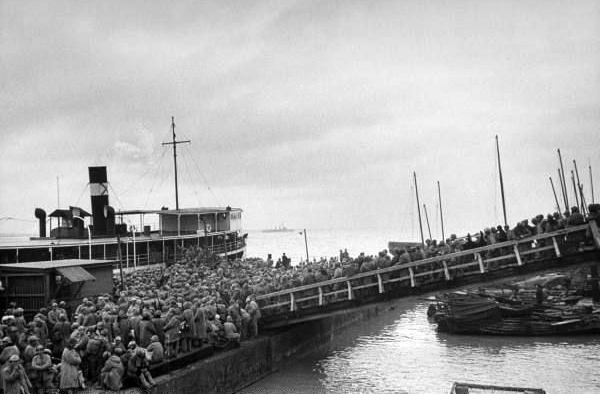
中華民國國軍撤往台灣一景

1945年中國抗日戰爭後，中共勢力擴大，國共兩黨再起衝突。自1945年9月至1946年1月，中國共產黨為與中央爭奪受降權和受降區域與政府軍發生武裝衝突。1945年10月10日，國共兩黨在重慶市達成雙十協定，確定以軍隊國家化、政治民主化、黨派平等、地方自治之途徑達到和平民主建國，並儘速召開政治協商會議商討制憲事宜。年底，美國派特使馬歇爾調停國共雙方，於1946年1月簽訂一月停戰令，並召開各黨平等参加的政治協商會議。同年春，國共爆發政治摩擦，4月，東北發生大規模軍事衝突。5月，孫立人在第二次四平战役取胜后追击林彪率领的中國共產黨部队，直逼哈爾濱市。此間美國馬歇爾威脅要求停戰，國軍被迫停止追擊。1947年初，中國共產黨三次拒絕國府的和平要求、堅持廢除憲法后才能实现和平，至此國共谈判完全破裂。2月，美國宣布完全退出國共調停，並開始在中華民國撤軍。3月，中央將中國共產黨代表團逐出南京市；胡宗南率軍攻進延安市，國共戰爭全面爆發。中国共产党将其控制区称为解放区。
戰爭初期，國軍在各個戰場呈進攻態勢，幾經挫折，终在1947年秋占據全國大部分地區，同时损失大量有生力量。1947年入冬開始，解放軍反攻駐守於大城市的国民政府軍，相繼占領石家莊，四平等。1948年夏，國軍困守城市，失去周圍農村拱護，戰局對政府不利。1948年9月遼西會戰爆發，解放軍东北野战军在林彪率领下南下圍攻錦州，廖耀湘救援失敗。錦州、瀋陽先後被解放軍攻下，東北失守，政府內部要求蔣辭職呼聲甚高。在關內，早在9月濟南戰役後，解放軍华东野战军領有山東並南下。11月爆發徐蚌會戰，黄百韬部集结途中被圍，國軍自徐州東進解圍失败，黄维部自華中前往解救，也于宿縣附近被解放军中原野战军包圍。中华民国政府令杜聿明放棄徐州，撤退途中被分割包围，於隔年1月潰敗。前兩次戰役使華北受到孤立。1948年11月平津會戰爆發，東北野战軍入關，切斷華北國軍海運退路。在天津市失守後，北平守將傅作義投誠，華北大部被解放軍佔領。
1949年1月17日，蘇、英、美、法先後拒絕調停中國內戰。1月19日，「外交部通知各國使節遷往廣州。」:135。1月20日，政府由外交部舉行記者會，發表聲明，謂「四強已先後答覆我方本月八日所發出之照會。咸稱：『甚願中國早日恢復和平；但在目前情況下，礙難出任媒介。』」:136。1月21日，蔣中正宣布下野，但仍任中國國民黨總裁。李宗仁「發表文告，宣佈就代總統職。」:138。2月5日，「行政院遷廣州正式開始辦公」:150。2月6日，行政院長孫科在廣州招待中外記者，「強調貫徹和平主張，政府遷地辦公，決非放棄和平。」:1512月9日，湘、桂、贛、皖、豫、閩、鄂、漢等八省市「人民和平促進聯合會」，「在漢口開始為期三日的會議」:153。2月23日，行政院政務會議「通過財政經濟改革草案」:159。2月28日，立法院第一屆第三期第一次會議「在南京舉行」:161。
1949年4月，李宗仁與中國共產黨開啟北平和談，李宗仁期望「劃江而治」。然而中國共產黨提出逮捕民國正副總統等「43名戰犯」的要求使中華民國政府無法接受，談判宣告破裂。不久解放軍發動渡江戰役。4月20日，江陰要塞守備部隊投降:187。4月23日，國軍撤離南京:189。
1949年5月4日，杭州失陷:196。5月6日，立法院在廣州復會:197。5月20日，西安撤守:206。5月22日，上海市區被解放軍攻佔:207。武漢市相繼失陷。中華民國政府遷往廣州市。
1949年8月至10月，解放军第四野战军於陸續佔領華南地區。8月16日，國軍撤離福州:236。8月20日，贛州失守:237。9月10日，衡陽失守:244。9月20日，第四屆聯合國大會在美國紐約開幕，政府代表團向大會提出控蘇案:247。9月30日，立法院在廣州復會:249。10月3日，蘇聯通知絕交。外交部正式聲明：「對俄斷絕邦交。」:251。並呼籲聯合國，應充分注意蘇聯侵略中國，「威脅遠東之行為」:251。10月5日，外交部發表聲明；與波蘭、捷克兩國，「斷絕邦交」:252。10月7日，韶關失守:253。10月12日，「政府宣佈自廣州遷重慶辦公」:255。10月13日，廣州失守:256。
1949年10月，解放军第三野战军攻占福建。10月16日，國軍撤離厦门，「退守金門」:257。在金门战役中，解放军登陸金門失利。解放军第二野战军於11月攻重慶。11月14日，「桂林失守」:267。11月25日，貴陽失守:271。11月29日，政府行政院遷至成都辦公，「重慶已受包圍」:273。11月30日，廣西南寧失守:274。中华民国政府三遷成都，西昌成為國共內戰末期指揮中心。
1949年12月1日，重慶被解放军占领:275。12月7日，行政院電令中央政府遷臺灣臺北，大本營設置西昌，「成都設防衛總司令部」:279。12月8日，行政院召集緊急會議，決議遷都台北，「並在西昌設置總指揮部」:279；包括五院院長、各部會首長的中央政府各級官員紛紛離開成都飛抵臺北。12月10日，中國國民黨總裁蔣中正飛往台北:281。解放軍佔領四川省。
1950年，海南、西昌被解放军攻占；1951年底，解放軍进入西藏；1952年，大陸全面被解放军攻占。經過幾年小型戰鬥，舟山群島被解放軍所占領，1955年解放军攻占一江山岛以及大陳島撤退後，中華民國政府的有效統治區域僅限於台灣本島及附屬島嶼、澎湖、金門、馬祖及若干南海諸島（東沙、太平）等地，並延續迄今。

## 戒嚴時期

### 蒋中正政府

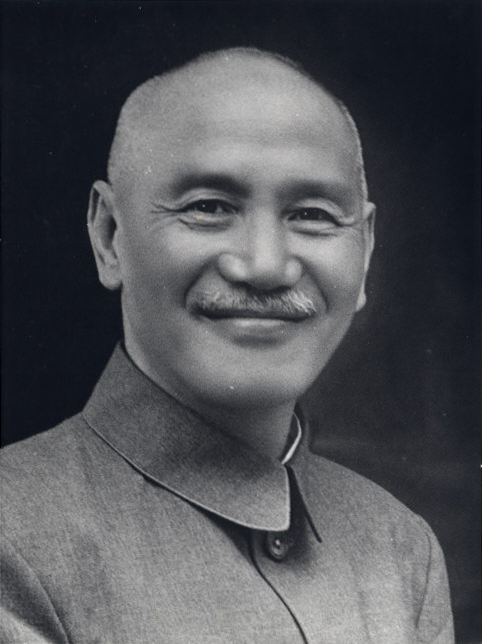
行憲後首位中華民國總統蔣中正

1949年起，國軍在第二次國共內戰接連失利，中華民國歷經多次遷都，中央政府最後遷往台灣台北；同時，中國共產黨於10月1日宣布建立中華人民共和國。戰事末期，解放軍陸續佔領國軍在西南各省與沿海之根據地，最後中國大陸全面被解放軍控制。自此，中華民國失去中國大陸的統治權。中華民國政府只剩下以台灣為主的兩個省份的建制（包括臺灣省和福建省），台海兩岸開始分治。1955年後，中華民國政府實際控制領土縮限至臺澎金馬與東沙、南沙群島。
1949年5月20日起，台灣省主席陳誠對全台灣下達戒嚴令，從此台灣便進入長達三十八年的戒嚴時期，人民的人權，包括集會、結社、言論、出版、旅遊等權利被限縮，異議人士不斷遭受迫害，情治單位（主要執行者是台灣警備總司令部）對可疑人士及批評、反對國民黨政府者濫捕濫殺、沒收財產，不時傳出冤獄，史稱「白色恐怖」。

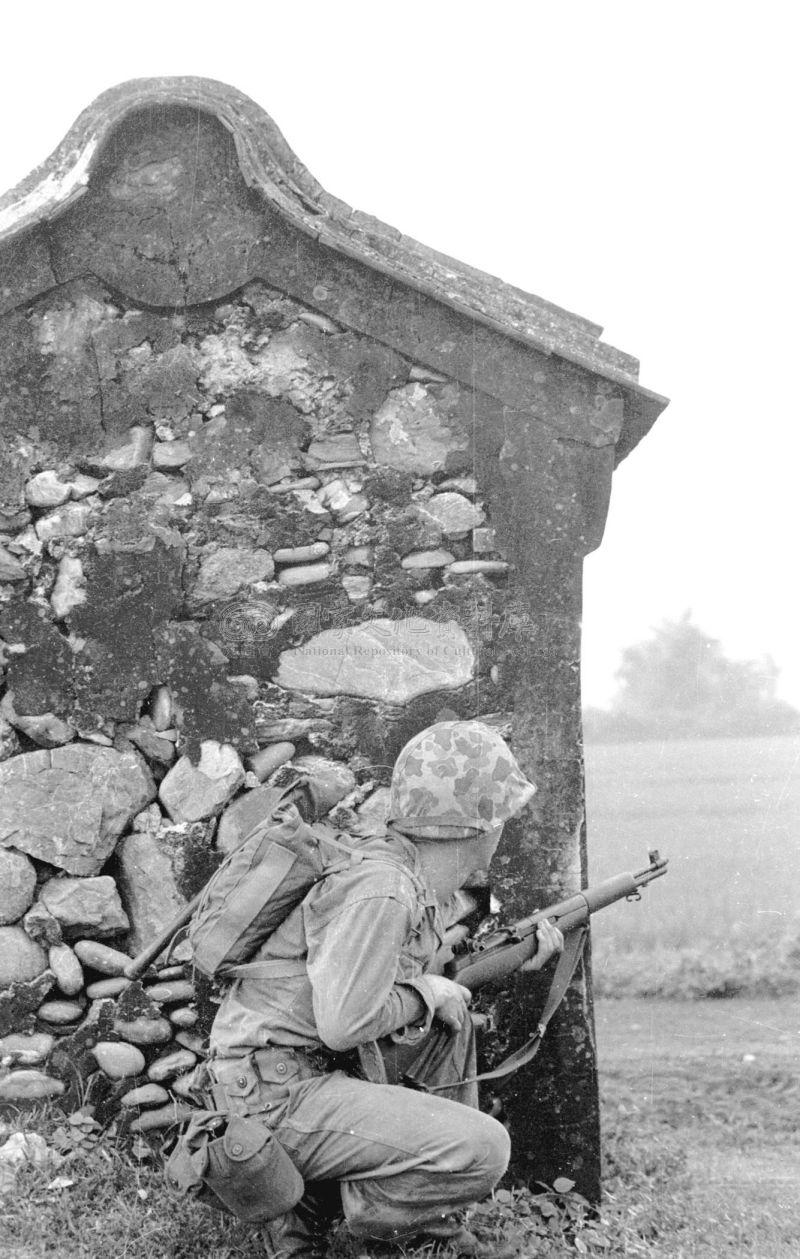
1958年9月8日，美國海陸第三師於八二三炮戰期間在枋寮灘頭開始進行兩棲作戰演習，一名美軍步兵持M1加蘭德步槍警戒。

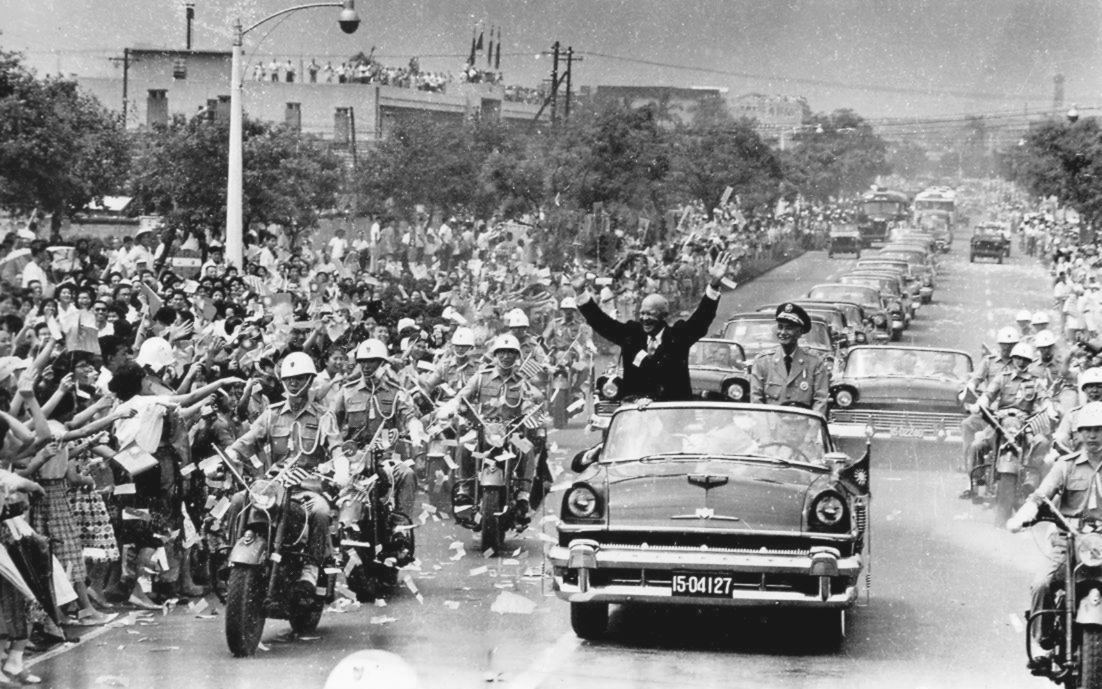
1960年6月美國總統艾森豪來訪時，與總統蔣中正搭敞篷車前往圓山行館途中接受熱情群眾夾道歡迎。

1950年3月，代總統李宗仁滯留美國，蔣中正宣布在台灣復行視事。此時政府財政匱乏，使用先前搶運到台灣的黃金解危。期間中國大陸東南沿海依舊動盪不安，受到解放軍猛烈攻擊。1950年韓戰爆發後，美國派第七艦隊協防並給予經濟援助，使中華民國轉危為安並且穩定軍事與經濟。但因國軍優先守衛台灣，海南島、萬山群島與舟山群島先後落入中華人民共和國政府之控制；另外，據守滇南的國軍撤至緬甸北部，最後部份軍隊撤往台灣。在金門先後發生的古寧頭戰役、九三砲戰（1954年）及八二三砲戰（1958年），以及國共雙方在中國大陸沿海的幾次交火後，由於國軍防禦堅強及解放軍缺乏渡海能力，使得兩岸在軍事上逐漸由直接作戰轉為偶發衝突的對峙局面，双方主要以金门-厦门为核心展开炮击为形式的军事示威，外交上则争夺“中国”的代表权。
兩岸戰事漸歇後，中華民國政府將金門、馬祖等外島作為與中華人民共和國對峙的前線，在台灣大力發展各項建設，使台灣的經濟與社會發展水準逐漸提高。為了抗共，中華民國政府藉由《戒嚴令》與《動員戡亂時期臨時條款》凍結民主憲政體制，除加強「反共抗俄」宣傳外，也將收復中國大陸領土作為重要國策；蔣中正則藉由《動員戡亂時期臨時條款》行連選連任，先後擔任第一至第五任總統，任內大力實施威權統治。雖然安定內部，但造成許多人民被指為「匪諜」遭迫害，人權缺少保障，史稱「白色恐怖」。1951年，台灣省實施地方自治，省議員及全台各縣長市長實施民選。1966年，中共當局發起文化大革命，使中華文化遭受空前破壞，中華民國政府因而發起中華文化復興運動。內政方面，台灣省政府推行土地改革（三七五減租、公地放領及耕者有其田），穩定農業；工業方面，藉由土地改革，帶動台灣的民營企業與工商業發展，發展出以加工出口導向為主的產業模式。
1970年代前，國際社會普遍承認中華民國為中國的合法代表，然而承認中華人民共和國的國家逐漸增加。1971年，美国国務卿亨利·基辛格訪問中華人民共和国；同年10月25日，聯合國通過《第2758號決議》，中华人民共和国取代中華民國在聯合国的中國席位；1972年，美国總統尼克森訪問中國大陸，這一連串的事件使得中華民國与其它国家的邦交開始出現急剧變化，從1972年中華民國與日本斷交開始，承認中華民國的國家開始大幅減少。

### 嚴家淦政府

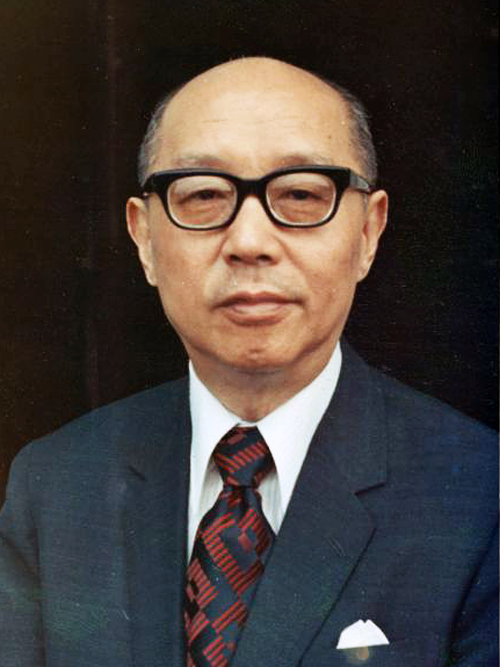
首位文人總統嚴家淦

1975年4月5日，蔣中正病逝。4月6日上午11時，嚴家淦宣誓就任總統，成為中華民國首位文人總統。為了安定民心，嚴家淦慰留已提出辭呈的行政院院長蔣經國繼續推動十大建設，並與其一同穩定臺灣民心。此時台灣經濟發展相當蓬勃，社會秩序相對穩定。同年6月18日推動防禦飛彈的設計、試造、試驗、測驗、試飛及生產等製程規劃之「長安計畫」。1977年7月9日，嚴家淦以中華民國總統身分訪問沙特阿拉伯，成為中華民國政府遷台後首位出訪邦交國的總統。
副總統嚴家淦繼任總統至1978年屆滿，隨後由蔣經國當選第六及第七任總統。

### 蒋经国政府

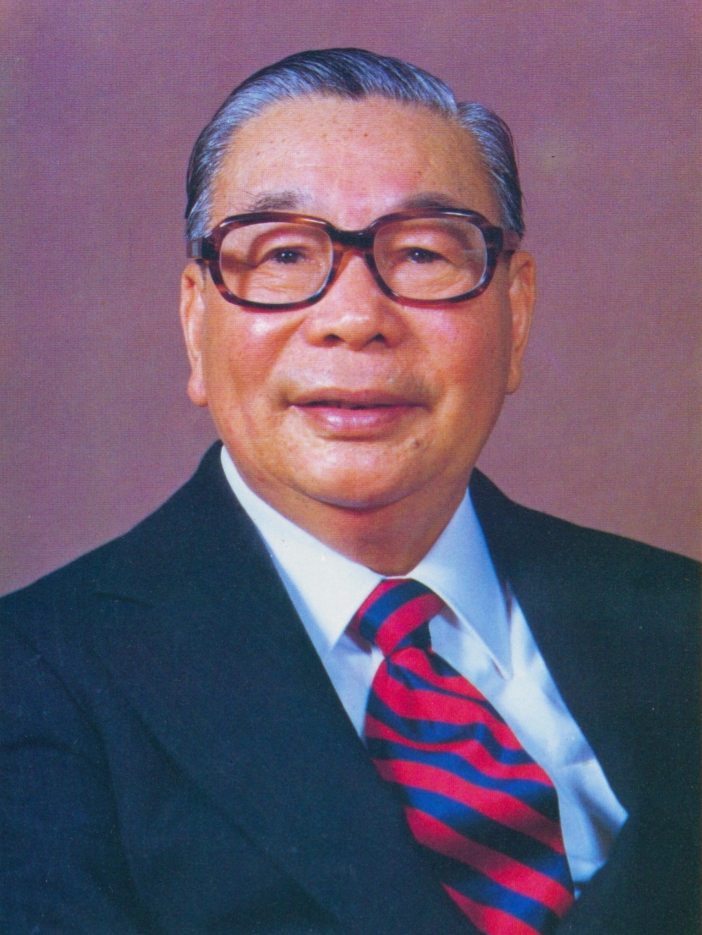
任內推動經濟發展與政治改革的總統蔣經國

隨著產業從農業發展到輕重工業、國民教育普及，中華民國在1970年代進入經濟起飛時代，擔任行政院院長蔣經國所推動的十大建設至今仍被視為促進台灣經濟起飛的基本工程。第一次石油危機帶來的全球經濟不景氣，為穩定經濟發展，1973年11月，時任行政院院長蔣經國宣示推動十大建設及十二項建設，這些政策促進經濟發展，使1980年代後的中華民國躋身亞洲四小龍之一，產業結構逐漸過渡到勞力密集工業，並朝向服務業發展，股市指數高達萬點，所謂的「台灣錢，淹腳目」這句俗諺被社會大眾普遍認同。在民生富裕民眾殷實的背景之下，台灣各種社會運動、政治運動的能量皆在此時期累積。

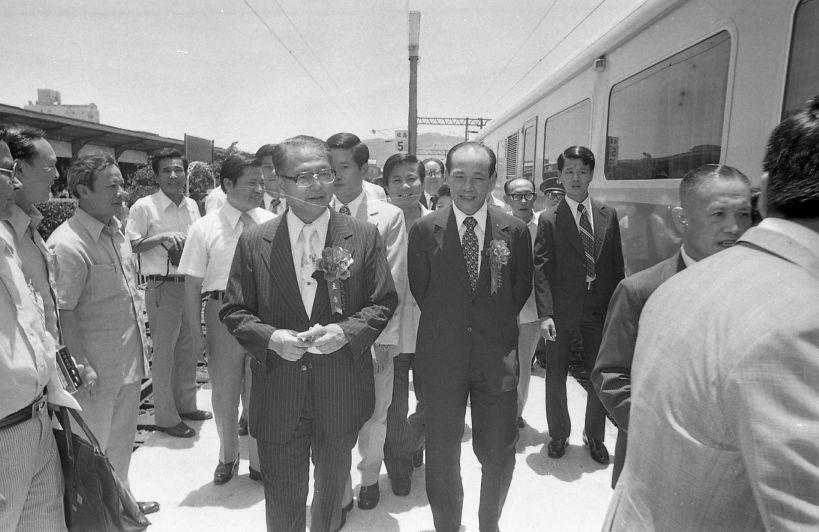
1979年7月1日時任臺灣省主席林洋港(左)與高雄市市長王雲玉(右)出席臺灣西部幹線鐵路電氣化通車典禮，此為十大建設項目之一。

1978年5月20日，蔣經國就任中華民國總統。1979年，总统吉米·卡特執政下的美国終与中華人民共和国建交，而鄧小平實行改革開放政策以後，使外国人認為中華人民共和国政府有變革的決心，所以紛紛向其示好，意圖在中国大陸開放市場之際可以分一杯羮，直到1990年代，中華民国的邦交国就已經只餘下少数，發達國家中則僅剩大韓民国及南非等，但上述兩國也在1990年代先後與中華民國斷交。
1978年美國宣佈與中華民國斷交後，次年發生美麗島事件。為了因應國際情勢演變，及解決國內民主改革需求，蔣經國審慎推動國家邁向民主化。1980年代，蔣經國總統逐漸將政治民主化，是由於「江南案」的發生。1986年9月28日，黨外運動人士成立民主進步黨，當時尚未解嚴，但蔣經國事實上默許民進黨的存在。這是由於在同年的5月12日，國民黨中央常務委員會開始研究政治改革的可能性，並與10月15日通過起草新的國家安全法來取代戒嚴令的決定。1986年對民主進步黨的成立採取寬容態度，繼而在1987年7月15日宣佈解除台灣省戒嚴令，並在1988年起解除黨禁與報禁。1987年12月，中華民國政府開放民眾赴中國大陸探親，兩岸交流自此逐漸熱絡。

## 民主自由化时期

### 李登辉政府

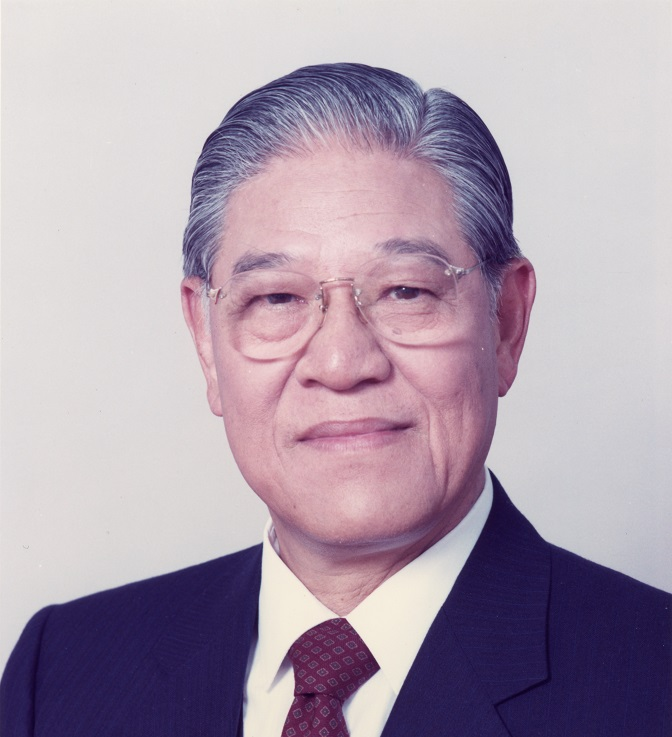
首位本省籍總統、首位透過公民直選產生的民選總統李登輝

1988年1月13日，蔣經國病逝台北，當時的副總統李登輝繼任總統，這是中華民國歷史上首次依照憲政體制的國家元首交接；同年7月召開的國民黨第13次全代會上，李登輝獲選為國民黨主席。李登輝雖接掌黨政領導位置，但國民黨內的保守派仍然擁有相當大的勢力，且曾意圖逼退李登輝，引發支持李登輝的「主流派」與保守的「非主流派」之間的權力鬥爭；兩者的爭鬥至第八任總統選舉前的1990年2月達到最高峰，被稱為「二月政爭」。最後由主流派取得優勢，李登輝也順利當選中華民國第八任總統，坐實黨政實權，開啟往後長達十年的「李登輝時代」。
而自1949年兩岸分治以來，中華民國的國會（包括立法院與國民大會）便因執政的國民黨以動員戡亂以及維護「法統」為由未曾改選，遂被黨外人士譏為「萬年國會」。而國民黨內部的權力鬥爭，終致於1990年發生國內大學生為了萬年國會問題而發起的三月學運。為了使憲政回歸正常，李登輝發動修憲，首先於1991年廢除《動員戡亂時期臨時條款》、制定憲法增修條文、並在1991年、1992年先後全面改選國民大會與立法院；修憲結果使原大陸地區選出之中央公職人員優遇退職、由臺灣地區選出之全部新任國代修憲，最終達成總統的公民直選。與此同時，立法院於1992年5月16日修正刑法一百條，許多名列黑名單而流亡海外的異議人士得以回國，自此「政治犯」在台灣成為歷史名詞，思想與言論自由得以獲得保障。由於這一連串的政治改革，沒有經歷激烈的流血革命衝突，因而被稱為「寧靜革命」，也使中華民國的國家體制逐漸向台灣社會靠攏。

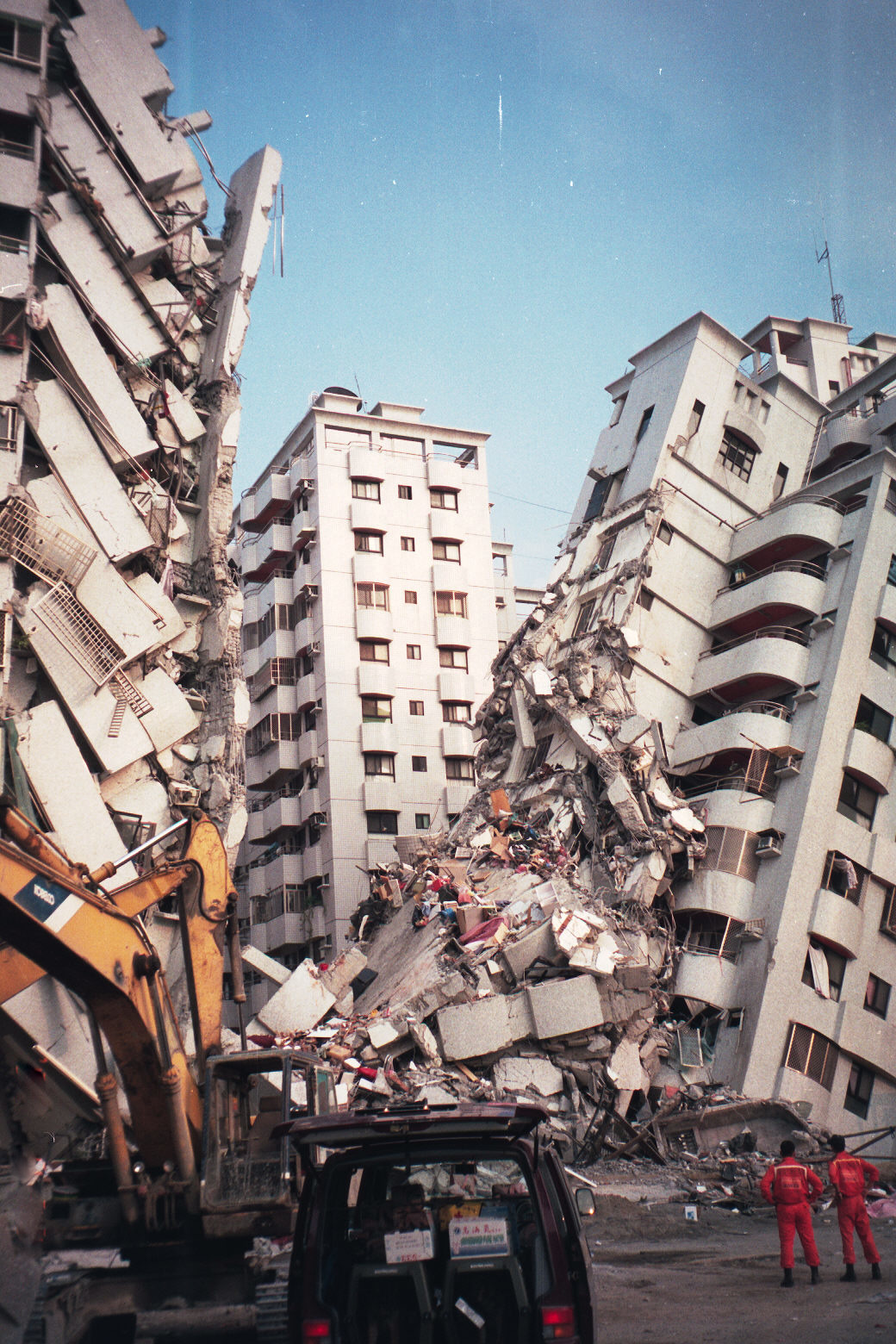
1999年9月21日集集大地震中，臺中縣大里市金巴黎社區大樓倒塌現場。

1996年，在第四次台海危机所造成的紧张局势及國際社會關注之下，李登輝於首次正、副總統直選中與連戰搭檔競選成功，順利連任總統。為了化解省籍情結，李登輝提出「新台灣人」的理念，並提出台灣成為亞太營運中心的政策。1997香港主權移交後，中華人民共和國開始加強對台灣主權的主張，而中華民國則力圖保持本身政治經濟穩定。兩岸政府於1990年代以民間機構建立起非政治的協商與對話機制，亦曾舉行兩次辜汪會談；但在1999年李登輝發表「兩國論」後，兩岸的對話機制長期陷入停滯。在1990年代中後期，台灣的治安案件不斷（如劉邦友命案、彭婉如命案、白曉燕命案），對李登輝政府和中國國民黨的聲望造成嚴重打擊，埋下2000年政黨輪替的導因。1999年9月21日，台灣中部發生大地震，對苗栗至嘉義一帶各縣與台北市造成重大的災害。

### 陈水扁政府

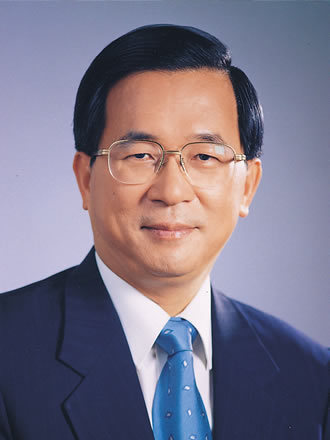
首位民主進步黨籍總統陳水扁

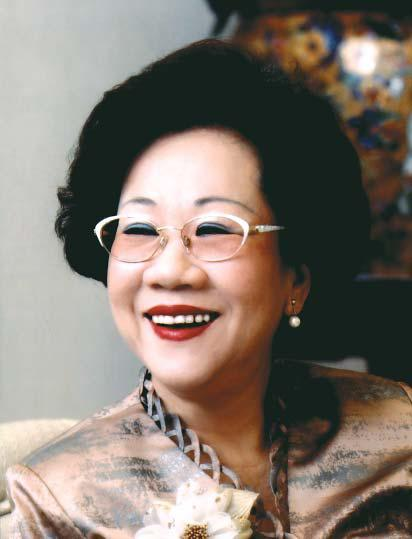
首位女性副總統呂秀蓮

2000年舉行的第二次正、副總統直選，由民主進步黨籍的陳水扁與呂秀蓮當選，實現中華民國行憲後首次政黨輪替；但民主進步黨並未於2001年的立委選舉中過半，導致施政上時常與在野黨發生衝突，而泛藍、泛綠兩大政治勢力也在此時開始形成。陳水扁政府上台後，因藍綠政黨惡鬥、中国大陆崛起、產業外移與媒體亂象影響，國內政治、社會及經濟等均顯得動盪不安。由於政府提倡高科技發展，服務業與高科技產業的比例逐漸過半，並於2002年正式加入世界貿易組織。2002年8月，陳水扁發表「一邊一國論」，引發國內外不少爭議。

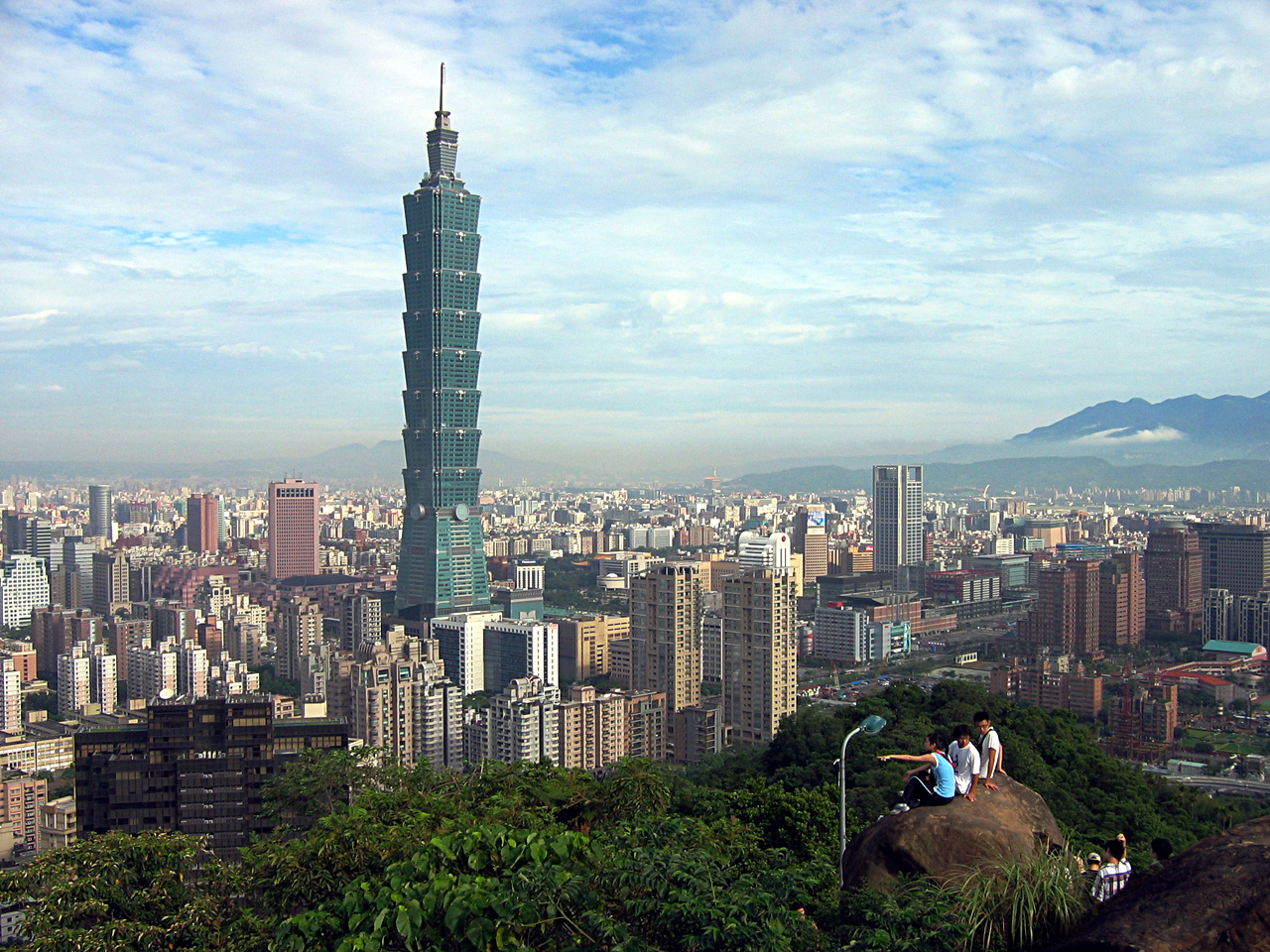
2005年甫落成不久時的台北101，其於2004年12月31日落成後至2010年1月4日間為世界第一高樓，被視為亞洲四小龍的經濟成就象徵之一。

2004年2月28日，大約有200萬臺灣民眾以牽手方式排列成長約500公里的人鏈，反對中國大陸部署針對臺灣的飛彈設施以及支持反飛彈公投，是臺灣有史以來最大規模的運動。3月20日，陳水扁成功連任總統，但因選舉前夕發生槍擊事件，部分人士質疑選舉結果並發起抗爭；年底，民主進步黨於立委選舉中未能過半，無法全面執政的局面再次延續。
2005年，任務型國民大會召開修訂憲法，將修憲權力移交給國民；此外，中華人民共和國於同年通過《反分裂國家法》，首次以法律形式表示「一個中國」的主張，造成台灣部分輿論不滿，因而發起三二六護台灣大遊行表示對維護國家主權獨立自主的訴求。
2005年起，陳水扁親信涉及的多起貪污弊案遭到揭發，對陳水扁政府和民主進步黨的聲望造成嚴重打擊，導致民主進步黨在當年地方選舉中，失去地方多數執政權；2006年更引發出要求陳水扁下台的百萬人民倒扁運動，導致民主進步黨在兩年後失去中央政權與立法院多數席次。

### 马英九政府

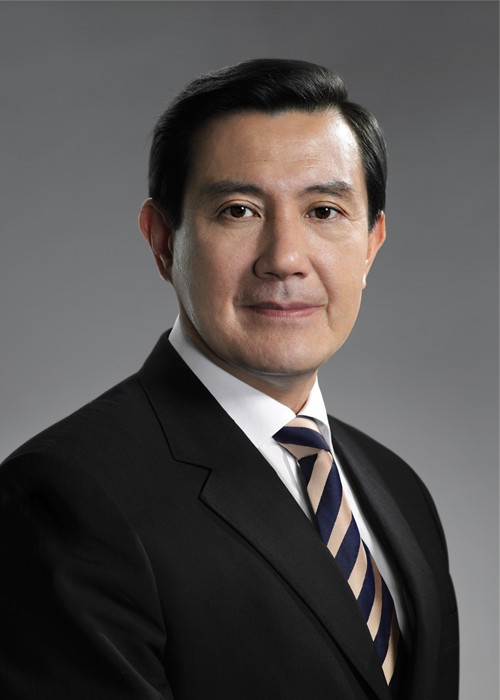
政府遷臺後首位與中共領導人會面的總統馬英九

2008年，總統與國會選舉從該年起開始在同年舉行：1月的第七屆立委選舉首次採用單一選區兩票制，中國國民黨取得超過三分之二的席次，但選制的改變也使得小型政黨未能獲得席位而難以發展，部分弱勢群體代表無法在國會殿堂為所屬群體發聲；3月的第十二任總統選舉，中國國民黨籍的馬英九與蕭萬長分別當選總統、副總統，達成第二次政黨輪替，也使中國國民黨在1996年首次總統直選後第一次達成掌握中央行政及立法部門的「完全執政」局面。馬英九就任總統後，政府同時開始對前任總統陳水扁涉嫌貪污的偵辦。馬英九政府將改善兩岸關係作為施政重點之一，以對中國大陸當局提出活路外交、簽訂《海峽兩岸經濟合作架構協議》（ECFA）、舉行江陳會談等方式以加強兩岸合作；對於兩岸的政治地位，不同於李登輝的「特殊國與國關係」，他主張「一中各表」的關係，並且認同九二共識。
2009年8月發生八八水災，由於馬英九政府未能及時反應，錯失緊急動員全力救災的先機，且一度拒絕外援，而引發民怨。2010年6月29日，中華民國政府與中國大陸當局正式簽署ECFA，與中國大陸建立更緊密的經濟關係，並且準備經由ECFA來推展中華民國與周邊國家（如日本、南韓、澳洲、東協國家等）簽署自由貿易協定來提升經濟競爭力。而自2005年起，由於中華民國外交部的長年努力，中華民國國民相繼於日本、英國、愛爾蘭及至全歐盟得以持中華民國護照而免簽證觀光，尤其在馬英九就任總統後快速增加，成為馬英九政府引以自豪的政績之一。
國土規劃方面，2010年底實施7個縣市的縣市合併升格改制案，形成「五都十四縣三市」的行政區劃格局。
2012年1月，馬英九連任總統成功，中國國民黨也在第八屆立委選舉後繼續在立法院取得絕對多數，而被認為是國內民眾對於兩岸關係改善的認同所致。但是馬英九連任不久，即因無法提振經濟、無法解決土地徵收等社會正義議題、兩岸政策與民眾溝通不良等不當施政而飽受各界批評。
2013年起，馬英九在處理洪仲丘事件不當，導致公民1985行動聯盟發起白衫軍運動；同年9月，馬英九因立法院長王金平涉嫌關說，發起九月政爭，引發政局動盪。一年後，兩岸政策與兩岸經貿問題處理失當，對馬英九政府和中國國民黨的聲望造成嚴重打擊，更引發出要求馬英九撤回兩岸服務貿易協議的太陽花學運，導致中國國民黨在當年地方選舉中，失去地方多數執政權，兩年後失去中央政權與立法院多數席次。

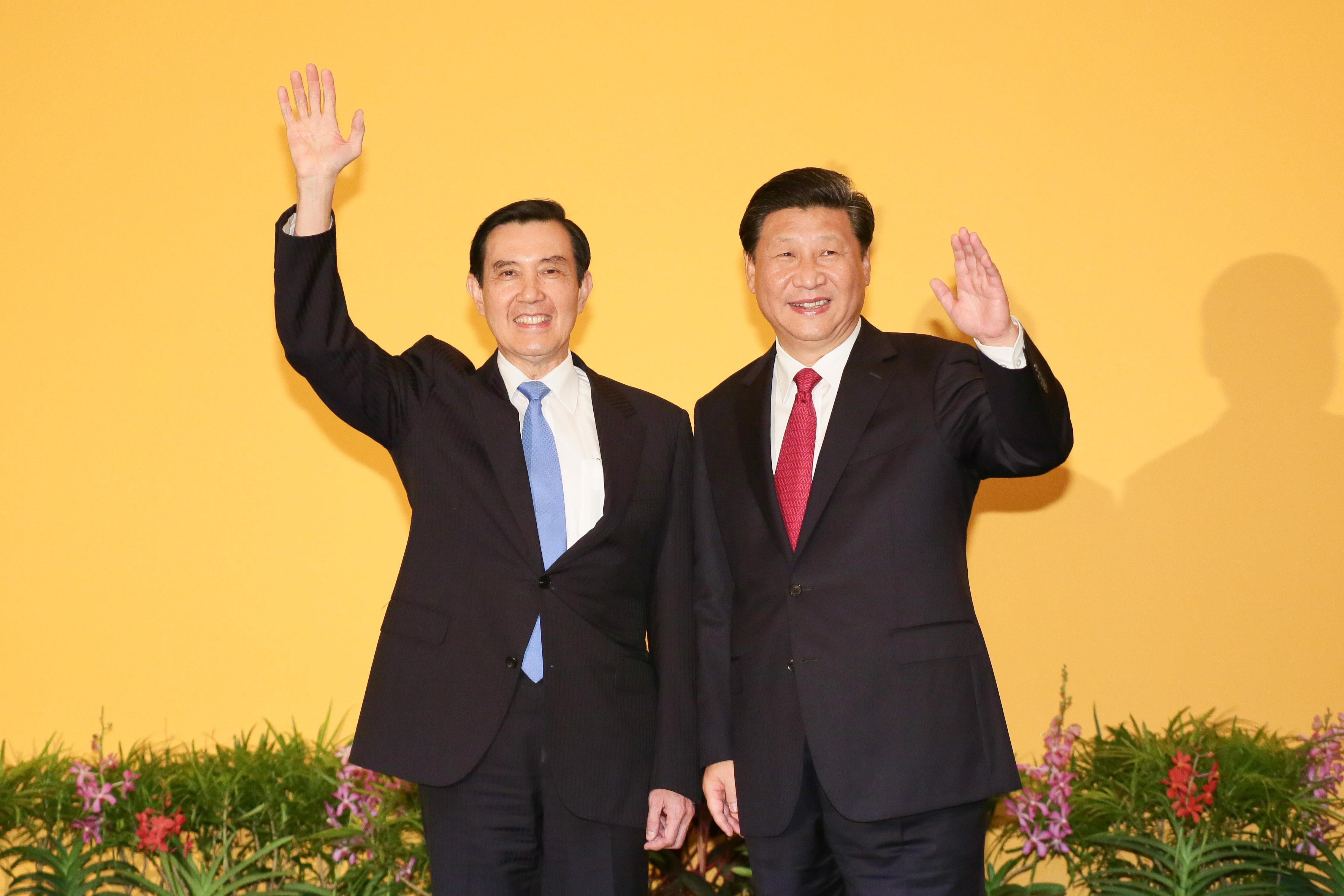
2015年11月7日的馬習一會，自1949年中華民國政府遷臺以來，首次兩岸領導人面對面會晤。

2015年11月7日，海峽兩岸最高領導人於新加坡舉行的會面，也是海峽兩岸（即臺灣與中國大陸）自1949年政治分立以来（66年），雙方最高領導人的首次會晤，象徵兩岸史上最大突破。會中主要就推进两岸关系和平发展交换意见，雙方沒有簽署協議或發布共同聲明。

### 蔡英文政府

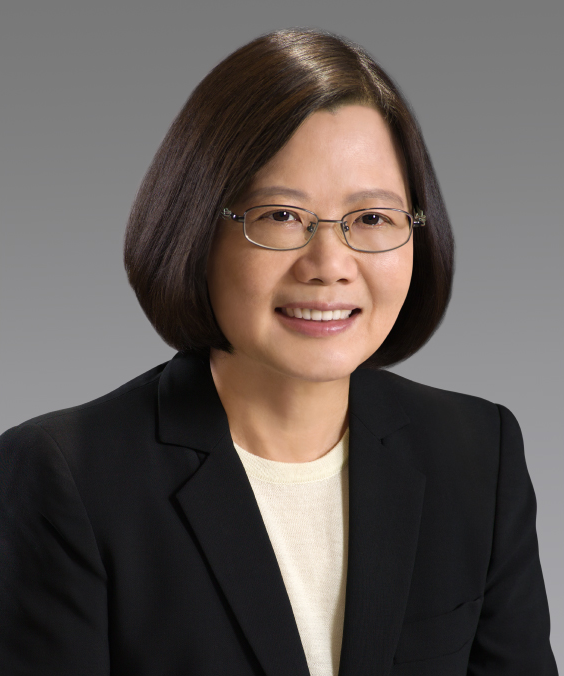
首位女性總統蔡英文

2016年1月16日，民主進步黨籍的蔡英文當選中華民國第14任總統，第九屆立委選舉民主進步黨首次在立法院取得絕對多數。5月20日，蔡英文宣誓就职，中華民國達成第三次政黨輪替。蔡英文是中華民國歷史上首位女性國家元首。2016年12月2日蔡英文打电话给川普祝贺其当选美国总统，引发了争议。圣多美普林西比、巴拿马、多明尼加、布吉纳法索相继与中华民国断交。
2016年12月6日《勞動基準法》修正案在立法院三讀通過。但週休二日新制實施後，引发争议，勞動部再次修改部分條文，并2018年1月10日三讀通過。執政期間接連發生華航二次罷工和長榮一次罷工。
2019年5月17日，立法院通過《司法院釋字第七四八號解釋施行法》將同性婚姻法制化，為亞洲首例。

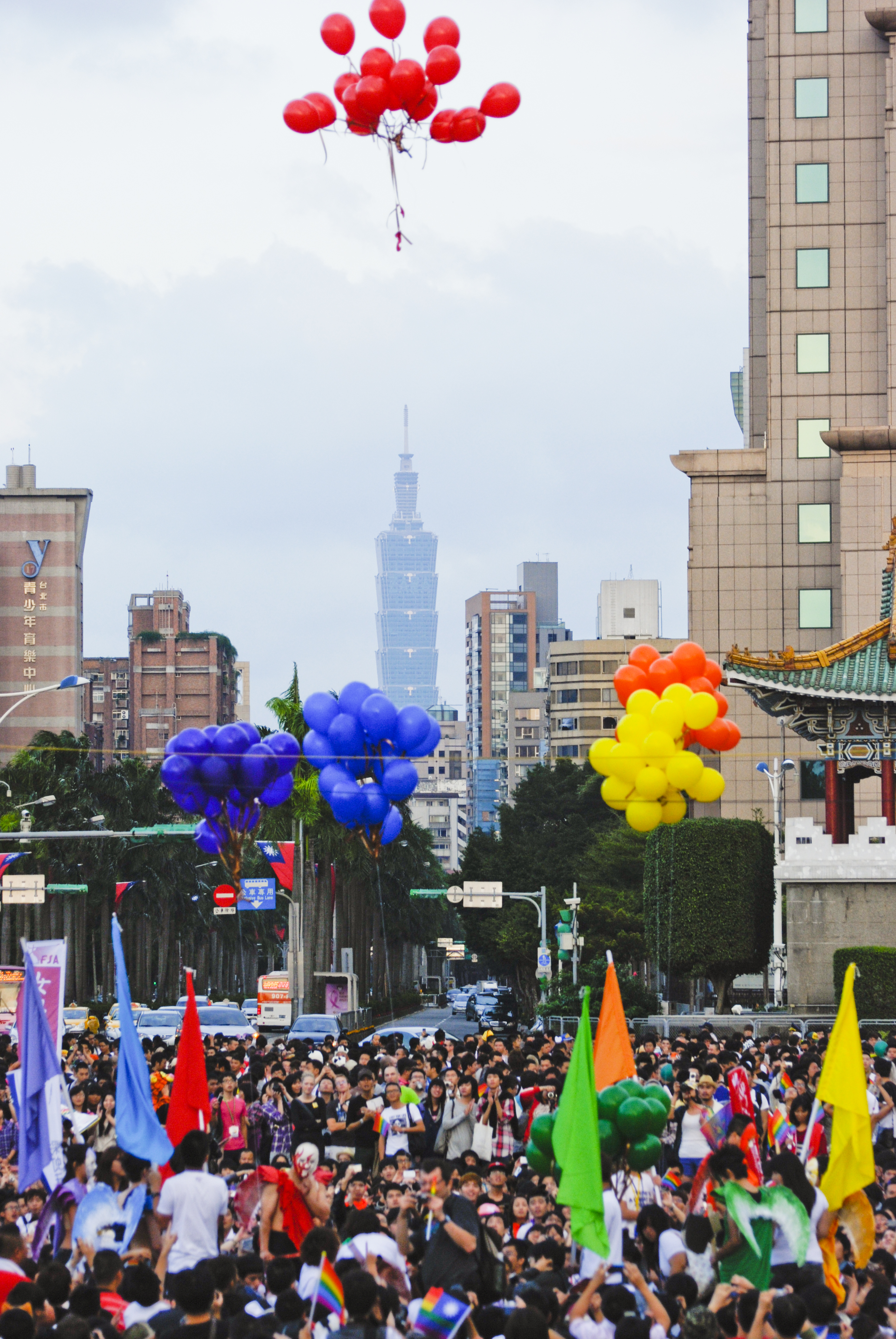
2011臺灣同志遊行時放飛六色氣球。2017年5月24日經司法院釋字第748號解釋宣判，民法未保障同性婚姻違憲。

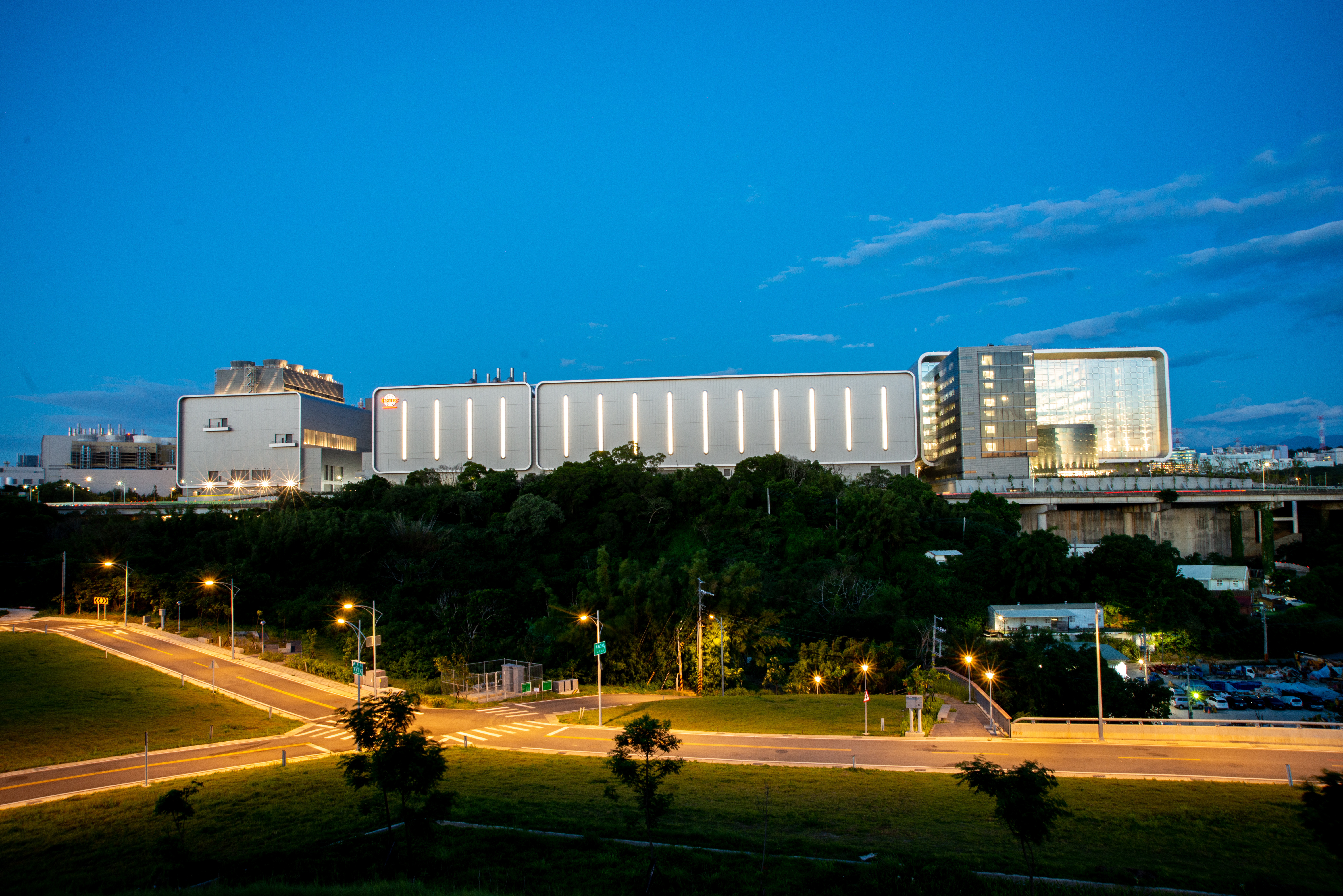
位於新竹科學園區的台積電全球研發中心。台積電市值於2020年突破4000億美元，成為世界市值第9大企業，象徵21世紀全球半導體產業榮景。

2020年1月11日，蔡英文連任總統成功，並以817萬張選票當選，成為中華民國總統由公民直選以來的最高票，民主進步黨也在第十屆立委選舉後繼續在立法院取得絕對多數。
2020年6月6日，第三屆高雄市市長韓國瑜罷免案的最終結果為同意票93萬9090票，不同意票2萬5051票。因有效同意票數多於不同意票且達高雄市選舉人總數四分之一以上（574,996），罷免案以同意率達97.4%通過罷免韓國瑜。

### 賴清德政府

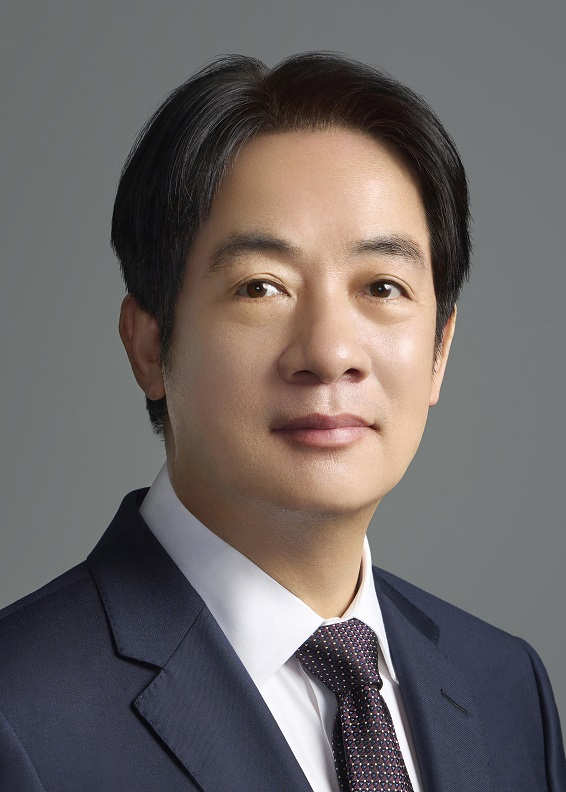
首位以副總統身分當選總統的賴清德

2024年1月13日，民主進步黨籍的時任副總統賴清德搭檔副手前駐美代表蕭美琴當選中華民國第16任正副總統。2024年5月20日賴清德於就職典禮上強調延續蔡政府「四個堅持」，重申中華民國與中華人民共和國互不隸屬、中華民國或臺灣皆屬對國家的稱呼，隨後中共以無預警開始「聯合利劍－2024A」演習回應；同時國內2024年立法院改革爭議亦持續發酵。

## 年表
| 政府                | 時間   | 重大事件 |
| ------------------- | ------ | --- |
| 清朝政府            | 1911年 | 辛亥革命；武昌起義；袁世凱任內閣總理大臣                                                                                        |
| 大陆时期            |        | |
| 南京與北京 臨時政府 | 1912年 | 推翻清朝，正式建立中華民國。 孫中山就任第一任中華民國臨時大總統                                                                 |
| 北洋政府            | 1913年 | 南北和談，袁世凱就任第一任中華民國大總統； 二次革命，袁世凱驅除國民黨。                                                         |
| 北洋政府            | 1915年 | 二十一條，日對中提出的不平等條約。                                                                                              |
| 北洋政府            | 1916年 | 洪憲帝制引發護國運動，袁世凱退位；府院之爭                                                                                      |
| 北洋政府            | 1917年 | 张勋复辟；廣州護法軍政府成立 |
| 北洋政府            | 1919年 | 五四运动；中國國民黨成立及改組；再度領有外蒙古                                                                                  |
| 北洋政府            | 1921年 | 中國共產黨成立 |
| 北洋政府            | 1923年 | 曹錕賄選擔任總統；第一次国共合作                                                                                                |
| 北洋政府            | 1924年 | 陸軍軍官學校成立；北京政变 |
| 北洋政府            | 1926年 | 三一八事件；國民革命軍北伐 |
| 國民政府            | 1927年 | 定都南京；四一二事變及清黨；寧漢分裂                                                                                            |
| 國民政府            | 1928年 | 五三慘案；東北易幟；皇姑屯事件；進入訓政時期                                                                                    |
| 國民政府            | 1930年 | 中原大戰 |
| 國民政府            | 1931年 | 九一八事变 |
| 國民政府            | 1932年 | 滿洲國成立 |
| 國民政府            | 1936年 | 西安事变，第二次國共合作。 |
| 國民政府            | 1937年 | 七七事变，全面對日抗戰；南京大屠殺                                                                                              |
| 國民政府            | 1941年 | 太平洋戰爭；加入盟軍 |
| 國民政府            | 1943年 | 開羅宣言，聲明日本應將台灣島及澎湖群島歸還給中華民國                                                                            |
| 國民政府            | 1945年 | 二戰結束，國民政府接管台灣。 成為聯合國創始會員國與常任理事國                                                                   |
| 國民政府            | 1946年 | 還都南京；外蒙古獨立；第二次國共內戰                                                                                            |
| 國民政府            | 1947年 | 臺灣發生「二二八事件」，加深台灣人民對國民政府不信任感。 二七部隊戰敗，謝雪紅等人退往香港成立台灣民主自治同盟。                 |
| 蔣中正政府          | 1948年 | 正式行憲，國民政府改組為中華民國政府，進入憲政時期。                                                                            |
| 臺灣時期            |        | |
| 蔣中正政府          | 1949年 | 中國共產黨建立中華人民共和國。 中華民國失去大陸，中央政府遷臺。 頒布《臺灣省戒嚴令》，進入戒嚴時期。 古寧頭戰役獲勝，守衛金門。 |
| 蔣中正政府          | 1950年 | 韓戰爆發，美國第七艦隊巡邏台灣海峽，穩定台海局勢。                                                                              |
| 蔣中正政府          | 1953年 | 耕者有其田政策 |
| 蔣中正政府          | 1954年 | 九三炮戰及大陳島撤退，簽訂中美共同防禦條約                                                                                      |
| 蔣中正政府          | 1958年 | 八二三砲戰 |
| 蔣中正政府          | 1961年 | 出口導向時期開始，至1972年為止。                                                                                                |
| 蔣中正政府          | 1966年 | 中華人民共和國發起文化大革命，對應發起中華文化復興運動                                                                          |
| 蔣中正政府          | 1968年 | 實施九年國民義務教育 |
| 蔣中正政府          | 1971年 | 退出聯合國及其附屬組織，失去中國代表權                                                                                          |
| 蔣中正政府          | 1972年 | 與日本斷交，蔣經國推行彈性外交。                                                                                                |
| 蔣中正政府          | 1974年 | 因第一次石油危機，蔣經國推行十大建設至1979年。                                                                                  |
| 蔣經國政府          | 1979年 | 美國推行臺灣關係法。美麗島事件。                                                                                                |
| 蔣經國政府          | 1986年 | 民主進步黨成立 |
| 蔣經國政府          | 1987年 | 台灣地區宣布解嚴 |
| 李登輝政府          | 1988年 | 推行務實外交 |
| 李登輝政府          | 1990年 | 野百合學運，促使1991年國大代表首次全面改選。 以及廢除動員戡亂時期臨時條款、制定宪法增修条文                                     |
| 李登輝政府          | 1992年 | 立法委員首次全面改選； 香港會談，用九二共識（各自表述中國並互重）來實現政治妥協。 促使1993年辜汪會談，兩岸關係解凍。            |
| 李登輝政府          | 1994年 | 首次省長及直轄市長直接民選，地方自治全面實施                                                                                    |
| 李登輝政府          | 1996年 | 臺海飛彈危機，首次總統直接民選                                                                                                  |
| 李登輝政府          | 1998年 | 省虛級化 |
| 陳水扁政府          | 2000年 | 首次實現政黨輪替，陈水扁当选，民進黨首次執政。                                                                                  |
| 陳水扁政府          | 2002年 | 加入世界貿易組織 |
| 陳水扁政府          | 2005年 | 凍結國民大會，公民投票法入憲。 中華人民共和國推行反分裂國家法，兩岸關係退步。                                                   |
| 陳水扁政府          | 2006年 | 為反制反分裂國家法，宣布中止國統會。 倒扁運動，反對貪腐。                                                                       |
| 馬英九政府          | 2008年 | 第二次政黨輪替，馬英九當選。 |
| 馬英九政府          | 2009年 | 以觀察員身分，重返世界衛生大會                                                                                                  |
| 馬英九政府          | 2014年 | 太陽花學運，民眾反對加深與中國大陸貿易。                                                                                        |
| 馬英九政府          | 2015年 | 提出「南海和平倡議」，籲擱置南海主權爭議。 於新加坡舉行馬習會，為兩岸分治66年來首次雙方領導人會面。                             |
| 蔡英文政府          | 2016年 | 民進黨於立法院取得過半席次。 推行新南向政策，減少依賴中國大陸貿易。                                                             |
| 蔡英文政府          | 2019年 | 通過同性婚姻之關係獲法律承認。                                                                                                  |
| 蔡英文政府          | 2020年 | 民進黨維持立法院過半席次。 首次舉行直轄市市長罷免案。                                                                           |
| 賴清德政府          | 2024年 | 2024年中華民國總統選舉由賴清德、蕭美琴當選。 民進黨失去立法院過半席次。                                                         |

## 註解
1. ↑  当时把原两江总督衙门作为临时政府办公地点，孫中山就是在这里宣布中华民国成立。
2. ↑  当时的行政区划是内地18省（直隶省、山西省、山东省、河南省、陕西省、甘肃省、江苏省、安徽省、浙江省、江西省、湖北省、湖南省、四川省、福建省、广东省、广西省、云南省、贵州省），加东北三省和新疆省（奉天省、吉林省、黑龙江省、新疆省）共有22省，另有内外蒙古、青海、西藏，不设省，派驻地大臣管理。（参见清朝行政区划）
3. ↑  計步兵128個師、46個獨立旅、騎兵9個師、6個獨立旅、砲兵4旅、20個獨立團，正規軍合計170萬人。
4. ↑  例如台兒莊會戰、淞滬會戰、第三次長沙戰役等戰役，上海市、筧橋等空戰。共有38,931次小型戰鬥、1,117次重大戰役、22場大會戰，傷亡人數高達330餘萬人（含1937年至1945年間的補充兵員）
5. ↑  詳見台灣地位未定論。
6. ↑  1992年，韓国与中華民国断交，韓國政府在断交的同時，片面將中華民国在韓国的所有產業，包括在著名游客区明洞的自置物業及領事館，轉赠予中華人民共和国。曼德拉于1994年当選成為南非總統之後，由于中華人民共和国政府過去的關照，使南非共和国于1998年改向与中華人民共和国建交。
7. ↑  台灣作家柏楊說，「江南之死，引起整個政權潰散的骨牌效應。」、「江南是最後被害者，以後蔣氏父子就再也不敢重犯，再也沒有機會重犯了。」（槍聲三響撼金山，《傳記文學》，2004年10月）
8. ↑  中华人民共和国由中国共产党实行一党执政，中共中央总书记为最高领导人，中国国家主席只是礼仪性的“虚位元首”。[參⁠ 79]
9. ↑  中華民國實行直接選舉的半總統制，中華民國總統身兼國家元首和三軍統帥，為最高領導人。
10. ↑  中華民國方面主張的「台灣光復」尚有爭議，詳見：臺灣光復#光復論點的爭論。
11. ↑   註:

### 引用
1. 1 2  . 國史館. 2014-02-23  [2015-10-18]. （原始内容存档于2015-09-23）.
2. ↑  . City University Of Hong Kong Press. 2007: 116  [[014-09-09]. （原始内容存档于2015-11-01）.
3. ↑  . 凤凰网.   [2019-11-03]. （原始内容存档于2018-12-01）.
4. ↑  商德文. . BBC News 中文.   [2019-11-03]. （原始内容存档于2021-05-17）.
5. ↑  . Radio Free Asia.   [2019-11-03]. （原始内容存档于2019-10-23） （中文（中国大陆））.
6. ↑  . 美国之音.   [2019-11-03]. （原始内容存档于2019-10-23） （中文）.
7. ↑  張玉法. . 台北: 聯經出版. 1998-10-26. ISBN 9789570818260.
8. ↑  .   [2011-11-07]. （原始内容存档于2011-11-09）.
9. ↑  .   [2011-11-07]. （原始内容存档于2010-12-26）.
10. ↑  .   [2015-10-18]. （原始内容存档于2012-03-06）.
11. ↑  《民國春秋》1994年第4期
12. ↑  .   [2015-10-18]. （原始内容存档于2016-03-06）.
13. ↑  郭卿友. . 甘肅人民出版社.
14. ↑  .   [2015-10-18]. （原始内容存档于2015-11-17）.
15. ↑  郭廷以《中华民国史事日志·1912年1月》
16. ↑  張玉法（1999年）:《中華民國史稿》第一章〈中華民國的開國〉，第28頁。
17. ↑  徐中約：《中國近代史》，第476頁
18. ↑  郭廷以《中華民國史事日誌》，第一冊民國元年壬子──十四年乙丑，第32頁：「袁世凱在北京就第二任臨時大總統，蔡元培代表孫總統致祝詞。」
19. ↑  .   [2015-10-18]. （原始内容存档于2015-11-17）.
20. 1 2  徐矛，中华民国政治制度史，上海：上海人民出版社，1992年
21. ↑  北洋政府北京市西城區官網
22. ↑  张生，民初大理院审判独立的制度与实践，政法论坛2002年第04期
23. ↑  郭廷以《中華民國史事日誌》，第二冊民國十五年丙寅──十九年庚午，第86頁：「國民黨理事代理理事長前農林總長宋教仁在上海滬寧車站被刺。」
24. ↑  徐中約：《中國近代史》，第484頁
25. ↑  人民网.揭秘民国反腐
26. ↑  . 鳳凰網. 2009-06-22  [2015-10-18]. （原始内容存档于2015-11-17） （中文（简体））.
27. ↑  李光伟. 袁世凯是怎样当上中华民国大总统的？ （页面存档备份，存于）. 中國共產黨新聞網. 2012年2月29日 [2014年2月23日] （简体中文）.
28. ↑  第十一卷　近代前編（上冊）•第四節 北洋政府的政權機構. 讀書網. [2014年2月23日] （繁體中文）.
29. ↑  《國父全集》第3冊，163頁
30. ↑  歷史追蹤：“中華民國”國號的來由和意義
31. 1 2  百年記憶：憲法制訂歷程
32. ↑  孫鎮東著，國旗國歌國花史話，第9-10頁
33. ↑  薛刚：变动社会中的宪政尝试 ——1923年《中华民国宪法》的制定
34. ↑  孫中山廣州演講《國民要以人格救國》
35. ↑  張玉法（1999年）:《中華民國史稿》第三章國家由分裂走向統一，第152頁。
36. ↑  郭廷以《中華民國史事日誌》，第二冊民國十五年丙寅──十九年庚午，第29頁
37. ↑  郭廷以《中華民國史事日誌》，第二冊民國十五年丙寅──十九年庚午，第180頁
38. ↑  天津市地方志檢察志
39. ↑  近代中国审级制度的变迁：理念与现实
40. 1 2 3  About Us. 中華民國最高法院. [2014年2月26日] （繁體中文）.
41. ↑  郭廷以《中華民國史事日誌》，第二冊民國十五年丙寅──十九年庚午，第231頁
42. ↑  郭廷以《中華民國史事日誌》，第二冊民國十五年丙寅──十九年庚午，第239頁
43. ↑  中華民國史檔案資料匯編. 第三輯, 北洋政府:1912-1927
44. ↑  张晋藩等.旧中国反动政府制宪丑史.北京：通俗读物出版社，1955年
45. ↑  荆知仁. . 台北: 聯經出版. 1984. ISBN 9789570801224.
46. ↑  陳永發：關於滿洲國之建構
47. ↑  張玉法（1999年）:《中華民國史稿》第五章日軍侵華與抗日風潮，第248頁。
48. ↑  郭廷以《中華民國史事日誌》，第三冊民國二十年辛未──二十六年丁丑，第700頁
49. ↑  《國民政府移駐重慶宣言》. 中國: 國民政府. 1937年11月20日 （繁體中文）.
50. ↑  楊克林、曹紅. . 廣州: 廣東旅游出版社. 1995年1月. ISBN 7805215413.
51. ↑  支那新中央政府一览
52. ↑  汪精衛在南京宣布對英美宣戰並發表講話
53. ↑  . 中國網絡電視台. 2010-11-30  [2015-10-18]. （原始内容存档于2010-12-04）.
54. ↑  溥儀：《我的前半生》
55. 1 2  中華民國外交部. Constitution. 行政院新聞局. 2010年4月23日 [2014年2月23日] （英文）.
56. ↑  高全喜. 协商与代表：政协的宪法角色及其变迁. 新浪. 2013-11-25（繁體中文）.
57. ↑  李新總主編，中國社會科學院近代史研究所中華民國史研究室編，韓信夫、姜克夫主編 (编). . 北京: 中華書局. 2011年7月.
58. ↑  憲法. 行政院. 2012年5月10日 [2014年2月23日] （繁體中文）.
59. ↑  陳雷等編著. . 臺北: 傳記文學出版社. 1978-06-01.
60. ↑  Who lost China: the China lobby and US China policy， Joshua Hawkes Lerner, Reed College (Portland, Or.) 1997
61. ↑  中華民國史，第三编第六卷，中華書局，2001年
62. ↑  寒山碧《鄧小平從南京打到成都》
63. 1 2 3 4 5 6 7 8 9 10 11 12 13 14 15 16 17 18 19 20 21 22 23 24 25 26 27 28 29 30 31 32 33 34  蔣經國. . . 台北: 正中書局. 1988.
64. ↑  李守孔. . 台北: 三民書局. 1973年9月.
65. ↑  戰後臺灣白色恐怖論析，國史館館刊12期，第147-162頁，侯坤宏，2007年6月
66. ↑  臺灣大學發展客家學術計畫成果報告書，第15、20頁，民國99年11月
67. ↑  土地改革紀念館
68. ↑  嚴家淦檔案 防禦飛彈長安計畫解密曝光 （页面存档备份，存于），中央社
69. ↑  Hung-mao Tien, The Great Transition: Political and Social Change in the Republic of China. (Stanford, California: Stanford Univeristy, 1989)
70. ↑  1990年代台灣的政治轉型與社會變遷導讀動畫 - 第二節 政治民主化
71. ↑  「100行動聯盟」紀錄片 - 公視《紀錄觀點》節目
72. ↑  曾欣雯﹕臺灣的寧靜革命
73. ↑  邱曉嘉. . 財團法人國家政策研究基金會. 2000-10-31  [2007-10-01]. （原始内容 (HTML)存档于2010-03-12）.
74. ↑  中華民國修憲史，謝政道，揚智文化事業股份有限公司, 2007
75. ↑  陳水扁的嚴重失政　才有馬英九的大勝 - 新新聞 1098A期
76. ↑  Visa liberalisation for Taiwanese
77. ↑  無法回頭的兩岸 馬連任致勝關鍵 - 中廣新聞網 2012.01.17
78. ↑  馬英九連任是兩岸政策公投的勝利 - 明報 2012.01.15
79. ↑  林良昇. . 台北: 自由時報電子報. 2018-03-13. （原始内容存档于2018-03-13） （中文（臺灣））.
80. ↑  .   [2017-05-23]. （原始内容存档于2015-11-17）.
81. 1 2  邓鸿伟. . Gwytb.gov.cn. 2015-11-04  [2017-05-23]. （原始内容存档于2017-07-29）.
82. ↑  . 央视新闻. 2015年11月7日  [2015年11月7日]. （原始内容存档于2015年11月8日）.
83. ↑  Lee, Shu-hua; Chang, S.C. . 中央通讯社英文新闻网.   [4 November 2015]. （原始内容存档于2015年11月7日）.
84. ↑  . YouTube.com. 2015-11-04  [2017-05-23]. （原始内容存档于2016-03-24）.
85. ↑  . 印度尼西亞商報 Shangbao Indonesia. 2015-12-29  [2015-12-29]. （原始内容存档于2016-02-16）.
86. ↑  周毓翔; 楊孟立. . Yahoo新聞 (臺北: 中國時報). 2016年12月7日  [2016-12-07]. （原始内容存档于2018-10-03）.
87. ↑  陳怡璇. . 中央通訊社. 2020-06-06  [2020-06-06]. （原始内容存档于2021-10-30） （中文（繁體））.
88. ↑   參:

## 外部連結
- 中華民國國史館
- 中華民國史事日誌（页面存档备份，存于）
- 1946年南京制宪国民大会电影纪录片 中华民国中央电影摄影场摄制（页面存档备份，存于）